# Heidenreichstein
Heidenreichstein ist eine Stadtgemeinde mit 3755 Einwohnern (Stand 1. Jänner 2025) im Bezirk Gmünd im nordwestlichen Waldviertel in Niederösterreich.
Den Namen verdankt Heidenreichstein einem der ersten Burggrafen, der Heidenreich hieß. Die in Privatbesitz befindliche und nach wie vor bewohnte Burg Heidenreichstein ist eine Wasserburg und gilt als Wahrzeichen von Heidenreichstein. Der Markt dürfte ebenso wie die Burg in den letzten Jahrzehnten des 12. Jahrhunderts entstanden sein. Im Jahr 1369 wurde der Ort als Markt mit eigenem Siegel bezeichnet.
Ab der zweiten Hälfte des 19. Jahrhunderts wurde Heidenreichstein Standort mehrerer Unternehmen, insbesondere der textil-, holz-, leder- und metallverarbeitenden Industrie, die im 20. Jahrhundert, unterbrochen durch die Kriegs- und Zwischenkriegszeit, für Arbeitsplätze in der Region sorgten. Nach dem Ende der Besatzungszeit 1955 expandierten sowohl die privaten Klein- und Mittelbetriebe als auch die den Großbanken gehörenden Industriebetriebe. Durch den allgemeinen Strukturwandel verlor Heidenreichstein Ende der 1960er Jahre seine Bedeutung als Industrie- und Gewerbestadt und musste ab 1971 neben einer deutlichen Verringerung des Arbeitsplätzeangebotes auch einen beträchtlichen Rückgang der Wohnbevölkerung hinnehmen.

## Geografie

### Geografische Lage
Die Stadtgemeinde befindet sich auf einer Seehöhe von 561 m ü. A. etwa 20 Kilometer nordöstlich der Bezirkshauptstadt Gmünd, 16 Kilometer südlich und 12 km östlich der Grenze zu Tschechien.
Die niederösterreichische Landeshauptstadt St. Pölten ist in südlicher Richtung 115 km und die Bundeshauptstadt Wien in südöstlicher Richtung 133 km Die nächstgelegenen, für den Kfz-Verkehr geeigneten Grenzübergänge nach Tschechien befinden sich südwestlich in einer Entfernung von 14 km bei Neu-Nagelberg/Halámky und nördlich bei Grametten/Nová Bystřice etwa 16 Kilometer entfernt.
Die höchsten Erhebungen des Gemeindegebietes liegen über 600 m ü. A., unter anderem der Neuteichberg mit 636 m ü. A., der Mottenberg mit 635 m ü. A. und die höchste Stelle im Naturpark Heidenreichsteiner Moor mit 608 m ü. A.
Der Romaubach gelangt aus der Nachbargemeinde Eggern im Nordosten auf das Gemeindegebiet von Heidenreichstein, durchfließt nach dem Pocherteich das dicht besiedelte Stadtgebiet mit dem Edelwehrteich, dem Hofwehrteich und dem Schlossteich und gelangt dann in die Ortschaft Kleinpertholz, von wo er in die Nachbargemeinde Amaliendorf weiterfließt und in den Braunaubach mündet.
Der Braunaubach erreicht von Eisgarn kommend in der Katastralgemeinde Eberweis das Gemeindegebiet von Heidenreichstein. Er fließt weiter in die Ortschaft Altmanns, nimmt einen Zufluss aus dem Bruneiteich auf und gelangt nach dem Verlassen des Heidenreichsteiner Gemeindegebietes weiter nach Amaliendorf, Schrems und Gmünd, wo er in die Lainsitz, einen Nebenfluss, der in die Moldau und damit in die zur Nordsee entwässernden Elbe, mündet.
Die Stadtgemeinde Heidenreichstein liegt unmittelbar an der Europäischen Hauptwasserscheide. Außer dem Braunaubach und dem Romaubach mit ihren Zubringerbächen entwässern die Fließgewässer Heidenreichsteins über die Thaya in die Donau und ins Schwarze Meer.
Größere Teiche auf dem Gemeindegebiet sind von Süden nach Norden der Haslauerteich (etwa 55 Hektar), der Geißbachteich (etwa 9 Hektar), der Winkelauer Teich (etwa 34 Hektar), der Kaltenbachteich (etwa 2 Hektar), der Gemeindeteich (ungefähr 5 Hektar), der Steinbruckteich (ungefähr 9 Hektar), der Neuteich (etwa 3 Hektar) und der Streitteich (etwa 3 Hektar). Aus der Bezeichnung Teich geht hervor, dass diese Stillgewässer nicht natürlich entstanden sind. Die jeweiligen Grundherrschaften ließen in den vergangenen Jahrhunderten die Teiche für die Fischzucht oder als Schutz für Burgen anlegen.

### Ausdehnung des Stadtgebiets
Die Stadtgemeinde Heidenreichstein bedeckt eine Fläche von 58,45 Quadratkilometern. Durch Eingemeindungen in den 1960er und 1970er Jahren wurde das Gemeindegebiet des 1932 zur Stadt erhobenen ehemaligen Marktes Heidenreichstein auf die heutige Größe erweitert.

### Stadtgliederung

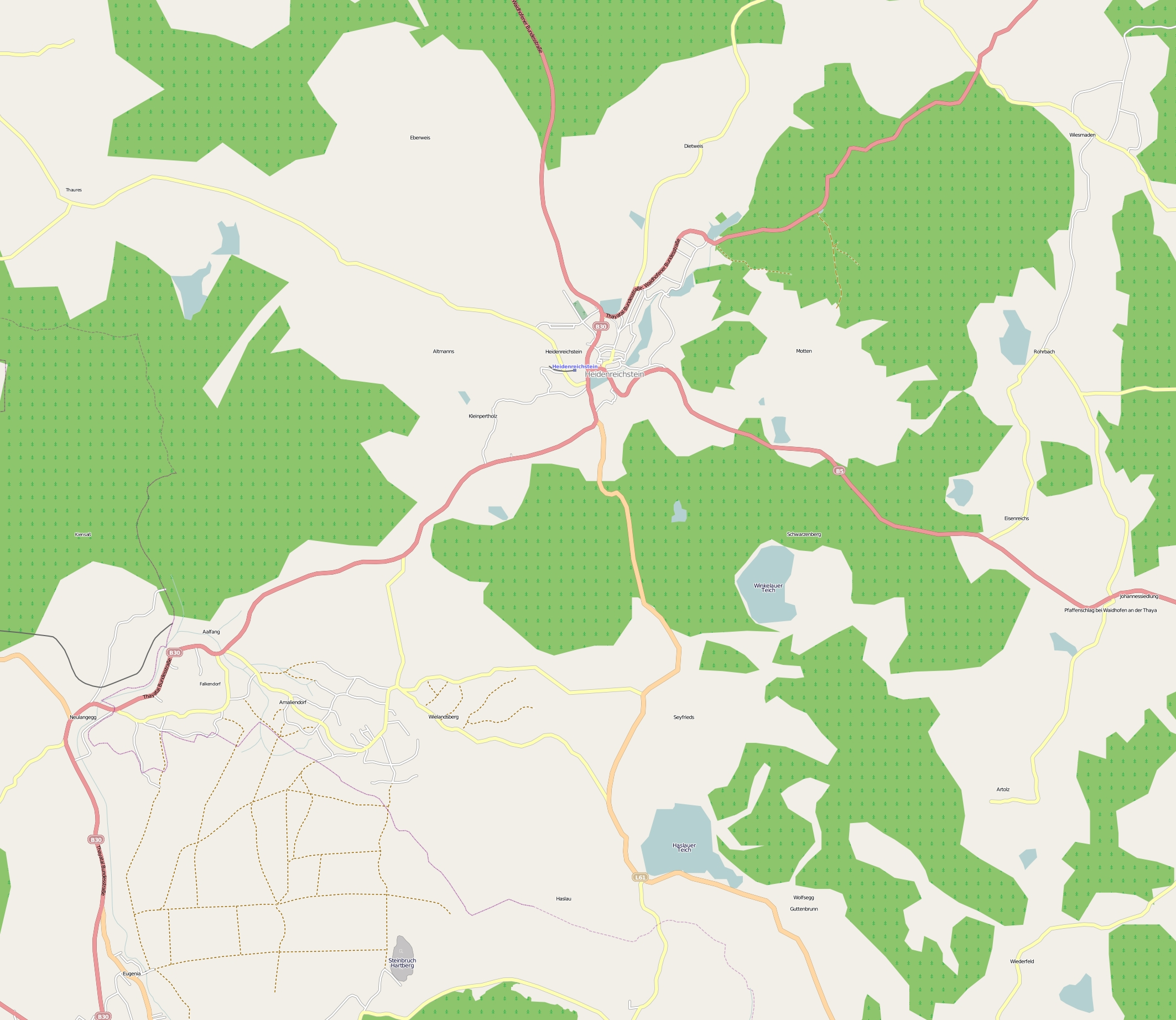
Straßenkarte von Heidenreichstein (OSM)

Nach den Eingemeindungen in den 1960er und 1970er Jahren gliedert sich Heidenreichstein flächenmäßig in nachstehende zwölf Katastralgemeinden (in alphabetischer Reihenfolge), die gleichzeitig eigene, gleichnamige Ortschaften bilden, deren ungefähre Lage der aus der Karte ersichtlich ist. Einzelheiten zu den einzelnen Katastralgemeinden sind den dazu erstellten Hauptartikeln zu entnehmen. Die Angaben in Klammern beziehen sich auf die Einwohnerzahl zum Stand 1. Jänner 2025:
- Altmanns (693,17 ha; 156 Ew.)
- Dietweis (401,68 ha; 133 Ew.)
- Eberweis (472,11 ha; 205 Ew.)
- Guttenbrunn (189,71 ha; 33 Ew.)
- Haslau (567,34 ha; 41 Ew.) samt Neuhaslau
- Heidenreichstein (1.188,87 ha; 2405 Ew.) samt Edelau, Edelmühle und Pocher
- Kleinpertholz (508,19 ha; 164 Ew.)
- Motten (349,06 ha; 126 Ew.) samt Steinbruckhäuser
- Seyfrieds (610,18 ha; 239 Ew.) samt Brandhäuser, Kirchberghäuseln und Spindelgraben
- Thaures (534,28 ha; 110 Ew.) samt Neuthaures
- Wielandsberg (41,47 ha; 43 Ew.)
- Wolfsegg (288,80 ha; 100 Ew.)

In der Ortschaft Heidenreichstein wohnt mit 2405 Personen der Großteil der Bevölkerung der Stadt, während sich die Betriebe teilweise auf die Ortschaft Kleinpertholz erstrecken.

### Nachbargemeinden
Zwei der acht Nachbargemeinden liegen im Bezirk Waidhofen an der Thaya (WT).
| Litschau            | Eisgarn                                     | Eggern                           |
| Brand-Nagelberg     | Kompassrose, die auf Nachbargemeinden zeigt | Waidhofen an der Thaya-Land (WT) |
| Amaliendorf-Aalfang | Schrems                                     | Vitis (WT)                       |

### Geologie
Die lockeren Sandböden sind kalkarm und daher sauer und teilweise extrem nährstoffarm. Das Gemeindegebiet Heidenreichsteins befindet sich in der geologischen Großeinheit der Böhmischen Masse, die Mittelgebirgscharakter aufweist. Charakteristisch sind im nordwestlichen Teil des Waldviertels die Verwitterungsformen des Granits. Zahlreiche riesige gerundete Blöcke, die durch weitergehende Verwitterung Schalen- und Wackelsteine bildeten, wurden unter Naturschutz gestellt, so auch das Naturdenkmal Hängender Stein. Die verschiedenen Moortypen sind nicht mehr naturbelassen, sondern wurden nach Trockenlegung mit Fichten aufgeforstet. Durch die Verlandung von Fischteichen und den Wegfall der Moorbewirtschaftung werden die bestehenden Moore renaturiert, beispielsweise im Naturpark Heidenreichsteiner Moor.

### Klima
Das nordwestliche Waldviertel befindet sich am Übergang vom atlantischen zum kontinentalen Klima mit durchschnittlichen Temperaturen von −1,9 °C im Jänner bis + 16,5 °C im Juli. Der Regenreichtum bildet die Basis für Eichen-, Rotföhren- und Birken-Laubmischwälder.

## Geschichte
Die Geschichte der nunmehr aus zwölf Katastralgemeinden bestehenden Stadt Heidenreichstein wurde von Erich Geppert und Karl Pichler 2005 und in einer Festschrift 1982 ausführlich dargestellt.

### Besiedelung und Entwicklung im Mittelalter

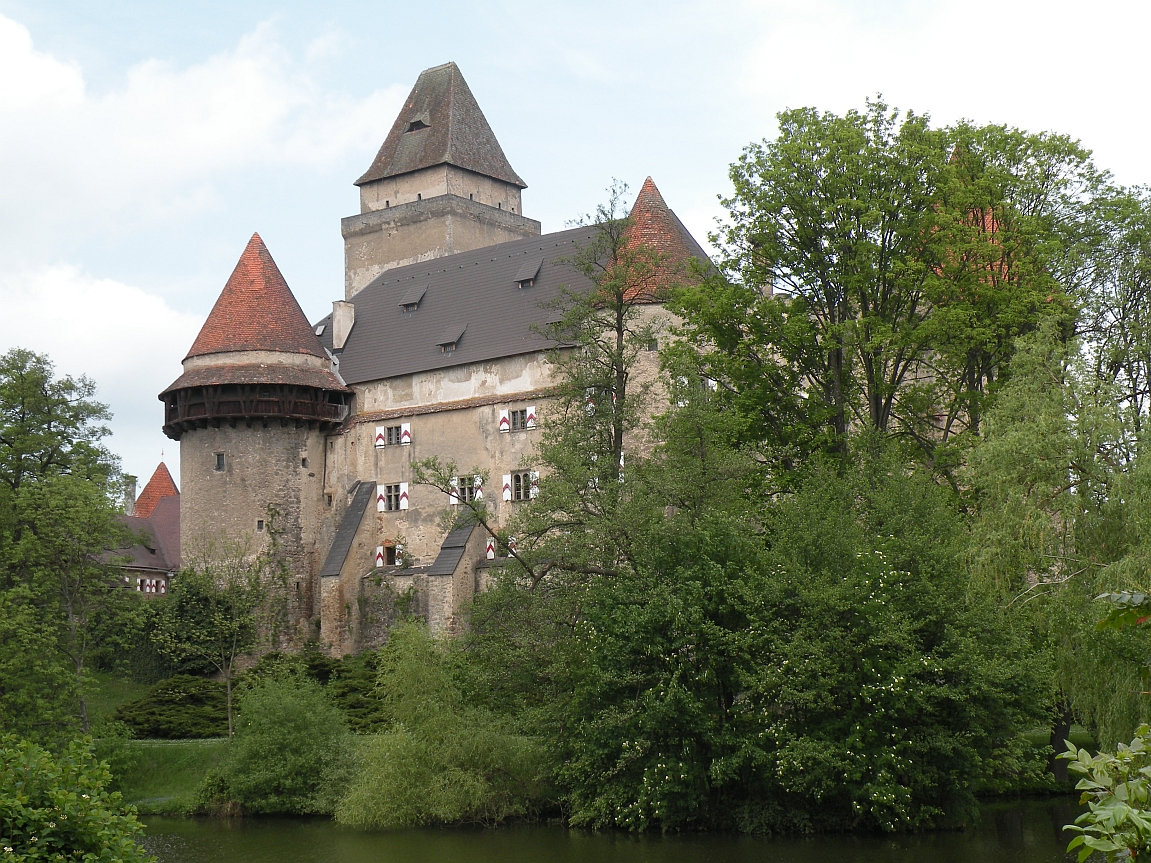
Wasserburg Heidenreichstein

Die Besiedelung der Landschaft um das heutige Heidenreichstein erfolgte ausgehend vom Horner Becken und dem bereits um das Jahr 1000 nachweislich zusammenhängend besiedelten Raum Gars–Eggenburg, wobei im letzten Viertel des 11. Jahrhunderts die Thayagrenze erreicht und überschritten wurde. Rodungsherren waren die Kuenringer. Als Gründer und Erbauer der Burg Heidenreichstein gilt Heidenreich, ein Sohn des Wolfker von Gars/Eggenburg. Der Markt Heidenreichstein dürfte ebenso wie die Burg Heidenreichstein in der zweiten Hälfte des 12. Jahrhunderts entstanden sein. 1282 belehnte Graf Gebhard (VII.) von Hirschberg  Leutold und Heinrich von Kuenring mit Familien mit Heidenreichstein und Burg; nach dem gescheiterten Aufstand mit Beteiligung der Kuenringer gegen Herzog Albrecht I. Ende 1295/1296 nötigte Albrecht I. den Hirschberger im Februar 1297 zur Übergabe von dessen niederösterreichischen Besitzungen an ihn (inklusive Heidenreichstein) für 250 Mark Silber.
Bereits in den ersten Jahrzehnten des 13. Jahrhunderts erfolgte die planmäßige Anlage des Marktplatzes rechtwinkelig zur Achse Burg–Kirche. Der Marktplatz mit dem Seitenverhältnis 1:4 ist eine Mischform von Dreieck- und Rechteckplatz. Hauptverkehrsstraße und Querstraßen wurden so angelegt, dass die längliche Rechteckform zur Aufstellung der Marktstände verkehrsfrei blieb. Der Wehrbau und die Marktsiedlung waren wehrtechnisch miteinander verbunden. Die Südwestflanke des Marktes wurde durch die Burg, der Norden und Süden durch Mauern und Gräben und die Ostseite durch einen Teich geschützt. Mauern und Tore sind nicht erhalten geblieben.
Der Markt Heidenreichstein bestand aus 68 Urhäusern. Als Bürger galt, wer eines dieser Häuser bewohnte und bewirtschaftete. Die Anzahl der Urhäuser hat sich bis ins 19. Jahrhundert nicht verändert. 1369 wurde der Ort als Markt mit eigenem Siegel bezeichnet. Der Markt entwickelte sich als Verwaltungs- und Wirtschaftsmittelpunkt eines eigenen Herrschaftsbereiches, der 1389 von Litschau getrennt wurde. Der Markt besaß fürstliche Freiung, ein eigenes Landgericht mit Asylrecht. Jahr- und Wochenmärkte mit besonderem Schutz und Marktgerichtsbarkeit (Pranger) wurden abgehalten. Eine autonome Verwaltung des Marktes durch selbstgewählte Organe bestand zunächst offensichtlich nicht. Ab wann der Ort über einen Marktrichter verfügte, ist nicht überliefert. Die Handwerker vereinigten sich zu Zechen, die als Interessenvertretungen und Selbsthilfeorganisationen fungierten. Ausgedehnte Schafzucht und bodenständiger Flachsanbau bildeten bereits ab dem 14. Jahrhundert die Grundlage für die Tuch- und Leinweberei.

### Neuzeit bis zum Ende des 19. Jahrhunderts
Urkunden aus dem 17. Jahrhundert dokumentieren im Markt Heidenreichstein die Existenz von Zünften der Schneider, Weber, Hafner, Müller, Binder und Schmiede. Eine Schule wurde schon im Urbario von 1575 erwähnt. Der Markt Heidenreichstein war mehrfach von Naturkatastrophen, Missernten, Hungersnöten und Krankheiten (Pest) betroffen. Kriegerische Auseinandersetzungen wie beispielsweise die Hussiteneinfälle im 15. und die Bauernaufstände im Waldviertel Ende des 16. Jahrhunderts führten zu Verwüstungen und großer Not der Bevölkerung. Im 17. Jahrhundert gab es in den Wirren des Dreißigjährigen Krieges Plünderungen und Einäscherungen ganzer Dörfer. Während der Franzosenkriege zu Beginn des 19. Jahrhunderts war Heidenreichstein von Franzosen besetzt.
1784 wurden allgemein die heute noch bestehenden Katastralgemeinden eingerichtet. Mit dem Bau der neuböhmischen Straße von Göpfritz nach Neuhaus erhielt der Markt Heidenreichstein 1833 ein Postamt. Bis zur Eröffnung der Nordwestbahn und der Einführung der Bahnpost 1845 befand sich im Markt eine der Poststationen für die mit Pferdekutschen durchgeführten Transporte zwischen Wien und Prag. 1883 wurde der Postsparkassendienst eingeführt und 1904 die interurbane Telefonleitung beantragt. Ein Telephon- und Telegraphenamt wurde 1911 eröffnet.
1849 gehörte der Markt Heidenreichstein zunächst zum Bezirk Waidhofen an der Thaya und ab 1900 zum neu gegründeten Bezirk Gmünd. Der Markt Heidenreichstein wurde 1850 Standort eines Bezirksgerichtes, das allerdings 1868 nach Litschau verlegt wurde.
1850 konstituierten sich im Markt Heidenreichstein und in den umliegenden Orten eigene Gemeinden auf den Gebieten von jeweils einer oder zwei Katastralgemeinden. Der Heidenreichsteiner Marktrichter hatte in Verbindung mit der Herrschaft noch bis Ende 1861 gewisse Befugnisse. Erster Bürgermeister des Marktes Heidenreichstein war 1861 Franz Ullrich. 1882 wurde der Gendarmerieposten im Markt Heidenreichstein eingerichtet.
Die 68 sogenannten Urhausbesitzer des Marktes Heidenreichstein, die seit dem Mittelalter die Markthäuser bewohnten und bewirtschafteten, schlossen sich in der Agrargenossenschaft zusammen und leisteten in den folgenden Jahrzehnten gemeinschaftliche Beiträge zur Verbesserung der Infrastruktur im unmittelbaren Markt- bzw. späteren Stadtgebiet. 1902 kam es zu einem Ausgleich zwischen der Genossenschaft und der Gemeinde.
Im Markt Heidenreichstein und Umgebung erlangten die Flachsspinnerei sowie die Flachs- und Baumwollweberei ab der ersten Hälfte des 17. Jahrhunderts wirtschaftliche Bedeutung. Gegen Ende des 19. Jahrhunderts entstanden die ersten Textilbetriebe. Von den Arbeitnehmern der Bezirke Gmünd und Waidhofen an der Thaya waren 1869 rund zwei Drittel in der Webereiindustrie beschäftigt.
1880 gründeten die Brüder Eisert das erste metall- und lederverarbeitende Unternehmen auf dem Gebiet der heutigen Stadtgemeinde, das bereits vor dem Ersten Weltkrieg an die 1000 Mitarbeiter mit der Erzeugung von diversen Taschen und Behältnissen beschäftigte und stark exportorientiert war. Nach dem Ersten Weltkrieg sank der Beschäftigtenstand auf 120 Mitarbeiter und bis zum Beginn der Kriegsproduktion 1939 bis 1945 gab es keine nennenswerte Expansion.

### Erste Hälfte des 20. Jahrhunderts

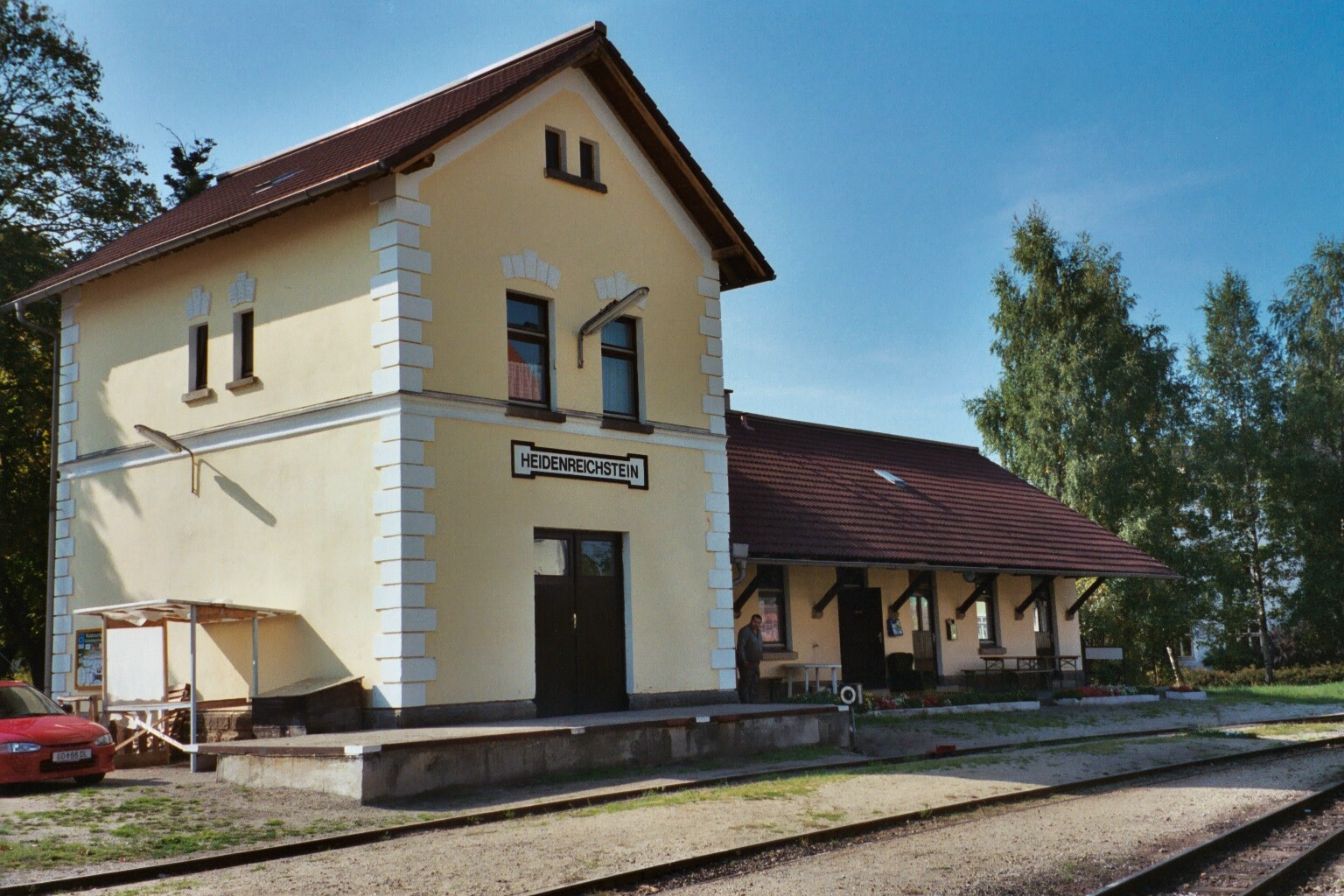
Station Heidenreichstein der Waldviertler Schmalspurbahnen

Am 3. Juli 1900 wurde die 25 Kilometer lange schmalspurige Bahnstrecke Gmünd-Litschau mit der 13 Kilometer langen Zweigstrecke von Altnagelberg nach Heidenreichstein eröffnet.
1986 wurde der planmäßige Personenverkehr und 1992 der Güterverkehr eingestellt. Seit 1987 verkehren auf diesen Strecken Museumszüge mit Dampflokomotiven. Haltestellen auf dem Gemeindegebiet befinden sich in Kleinpertholz und in Heidenreichstein.
1904 wurde eine Bürgerschule errichtet. Volksschule und Bürgerschule wurden räumlich getrennt. Der 1908 eingerichtete Kindergarten wurde von Ordensschwestern betreut.
Der Markt Heidenreichstein war im Ersten Weltkrieg nicht direkt von Kriegshandlungen betroffen, allerdings mussten landwirtschaftlichen Produkte an den Staat abgeliefert werden, Fleisch und Fett wurde rationiert und Flüchtlinge mussten untergebracht werden. Unmittelbar nach dem Krieg gab es Diebstähle aus Hunger und Grippe-Epidemien mit zahlreichen Toten, weil Medikamente fehlten. 1920 erhielt die Marktgemeinde die Genehmigung zur Ausgabe von Notgeld.
1922 wurde mit der Stromversorgung begonnen. Der Strom wurde in der Mühle Rudda teils mit Wasserkraft und teils mit einer Sauggasanlage erzeugt.
1925 wurden Postautobusverbindungen nach Horn und nach Göpfritz über Waidhofen eingerichtet. 1932 wurde der Markt Heidenreichstein von der Niederösterreichischen Landesregierung zur Stadt erhoben. Nach dem Anschluss an das Deutsche Reich gehörte die Stadt Heidenreichstein zum Gau Niederdonau. Gegen Ende des Zweiten Weltkrieges wurden zwischen Juni 1944 und April 1945 ungarische Juden, darunter auch Frauen und Kinder, bei der Strumpffabrik Patria zur Arbeit gezwungen. Die Zwangsarbeiter waren neben der Strumpffabrik auch in einer Zementfabrik und in einem Steinbruch tätig.
Mit dem Ende des Zweiten Weltkriegs lag der Ort in der sowjetischen Besatzungszone.

### Zweite Hälfte des 20. Jahrhunderts
Nach 1955 wurden in der Region wieder Arbeitsmöglichkeiten geschaffen. Die neuen Eigentümer der Eisert AG stellten die gesamte Produktion auf Gasfeuerzeuge um.
Die seit 1880 in Heidenreichstein bestehende und später in Patria AG umbenannte Strickwarenfabrik Honig stellte ihre Produkte an mehreren Standorten im oberen Waldviertel her und beschäftigte zeitweilig an die 500 Mitarbeiter. Zuletzt wurden Damenstrümpfe erzeugt, Konkurrenzunternehmen stellten auf Nahtlosstrümpfe um. Durch Umstrukturierungen im Konzern der Creditanstalt wurde das Unternehmen Mitte der 1970er Jahre ein Zweigwerk der Vöslauer Kammgarn AG.
Die Entwicklung kleinerer Betriebe wurde nach 1955 durch Kreditfinanzierungen, Investitionsförderungsmaßnahmen von Bund, Land und Gemeinde sowie durch Eigenmittelaufbringung durch die Unternehmerfamilien stark gefördert. Beispiele für die Expansion sind die 1936 gegründete Strick- und Wirkwarenfabrik Zimm, die 1908 gegründete Weberei Amstetter, die 1922 gegründete Strickerei Gobl, die nach dem Zweiten Weltkrieg gegründete Strickwarenfabrik Erhart, die 1889 gegründete Strickerei Haas, die Glaserei Eigenschink (Heglas), der Schulmöbelerzeuger Gebrüder Kollmann (Brüko) und andere.
1961 betrug die Anzahl der in Heidenreichstein beschäftigten Personen 2.885, davon pendelten 1.076 aus anderen Gemeinden ein, nur 82 Personen waren Auspendler. 1971 war die Anzahl der beschäftigten Personen auf 3.184, davon 1.367 Einpendler angestiegen. 203 Personen pendelten aus.
Im Zuge der Niederösterreichischen Kommunalstrukturverbesserung wurden zum Jahresbeginn 1970 die Gemeinden Dietweis und Eberweis eingegliedert. Anfang 1972 folgten die Gemeinden Altmanns, Thaures und aus der Gemeinde Rohrbach die Katastralgemeinde Motten, Anfang 1975 die Gemeinden Seyfrieds und Wolfsegg.
Ab Mitte der 1970er Jahre begann eine krisenhafte Entwicklung mit zahlreichen Firmenzusammenbrüchen und deutlicher Verringerung der Anzahl an Arbeitsplätzen. 1979 wurden zunächst mit der Eisert AG und der Vöslauer Kammgarn AG die beiden größten Heidenreichsteiner Betriebe fast zur gleichen Zeit insolvent und auch die Nachfolgebetriebe waren nicht dauerhaft erfolgreich beziehungsweise beschäftigen zwischenzeitlich wesentlich weniger Mitarbeiter als zuvor. Von den zuvor erwähnten expandierenden Klein- und Mittelbetrieben ging als erster die Heglas der Familie Eigenschink in Konkurs, es folgten Insolvenzen der Schulmöbelerzeuger Brüko der Brüder Kollmann und der Strick- und Wirkwarenfabrik Zimm. Verbunden mit dem Wegfall von Arbeitsplätzen in Heidenreichstein begann ein stetiger Rückgang der Wohnbevölkerung, der nach wie vor anhält.
1989, kurz nach dem Wegfall des Eisernen Vorhangs, profitierten die örtlichen Gewerbetreibenden kurzzeitig vom Kaufinteresse tschechischer Tagestouristen. Mit der Schaffung des Naturparks Hochmoor Gemeindeau Heidenreichstein wurden 1989 neue touristische Impulse für die Stadt gesetzt. 1992 erhielt Heidenreichstein mit der Margithalle des Verschönerungsvereines ein Veranstaltungszentrum.

### 21. Jahrhundert
2002 und 2006 war Heidenreichstein von Hochwasserkatastrophen betroffen. 2002 kam es zu einem Dammbruch beim Kaltenbachteich. Das Hauptproblem bestand in der Sicherung der Dämme von Pocher-, Edel- und Hofwehrteich bzw. des Schlossteiches. Die Häuser entlang der Mühlgasse und von Teilen der Schremser und Pertholzer Straße sowie von Kleinpertholz mussten evakuiert werden. Angespannt war die Situation auch in Seyfrieds und in Eberweis. Insgesamt konnten durch die Sicherungsmaßnahmen das Brechen weiterer Dämme und damit verbundene Überflutungen verhindert werden.

### Religion

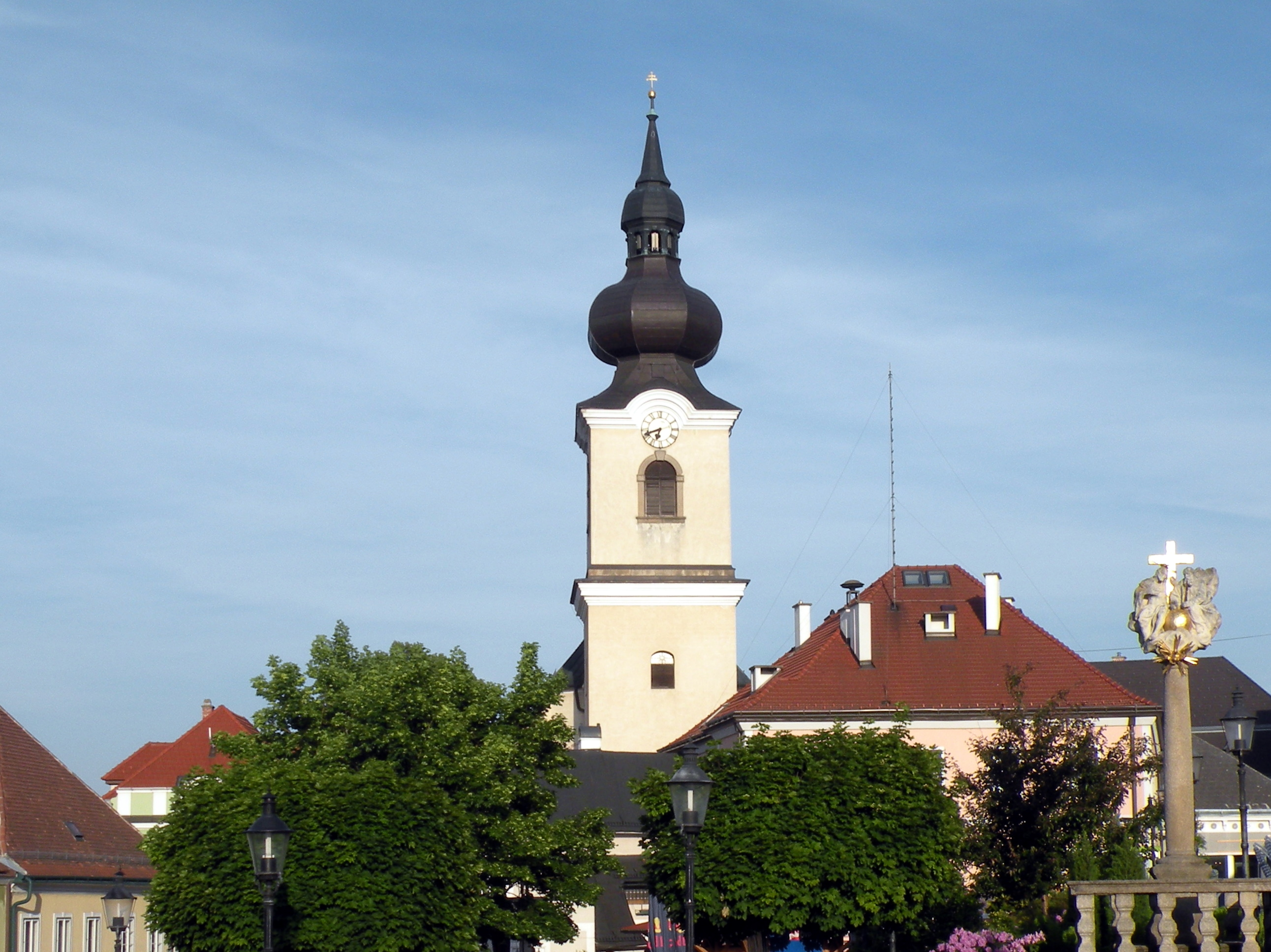
Stadtpfarrkirche Heidenreichstein

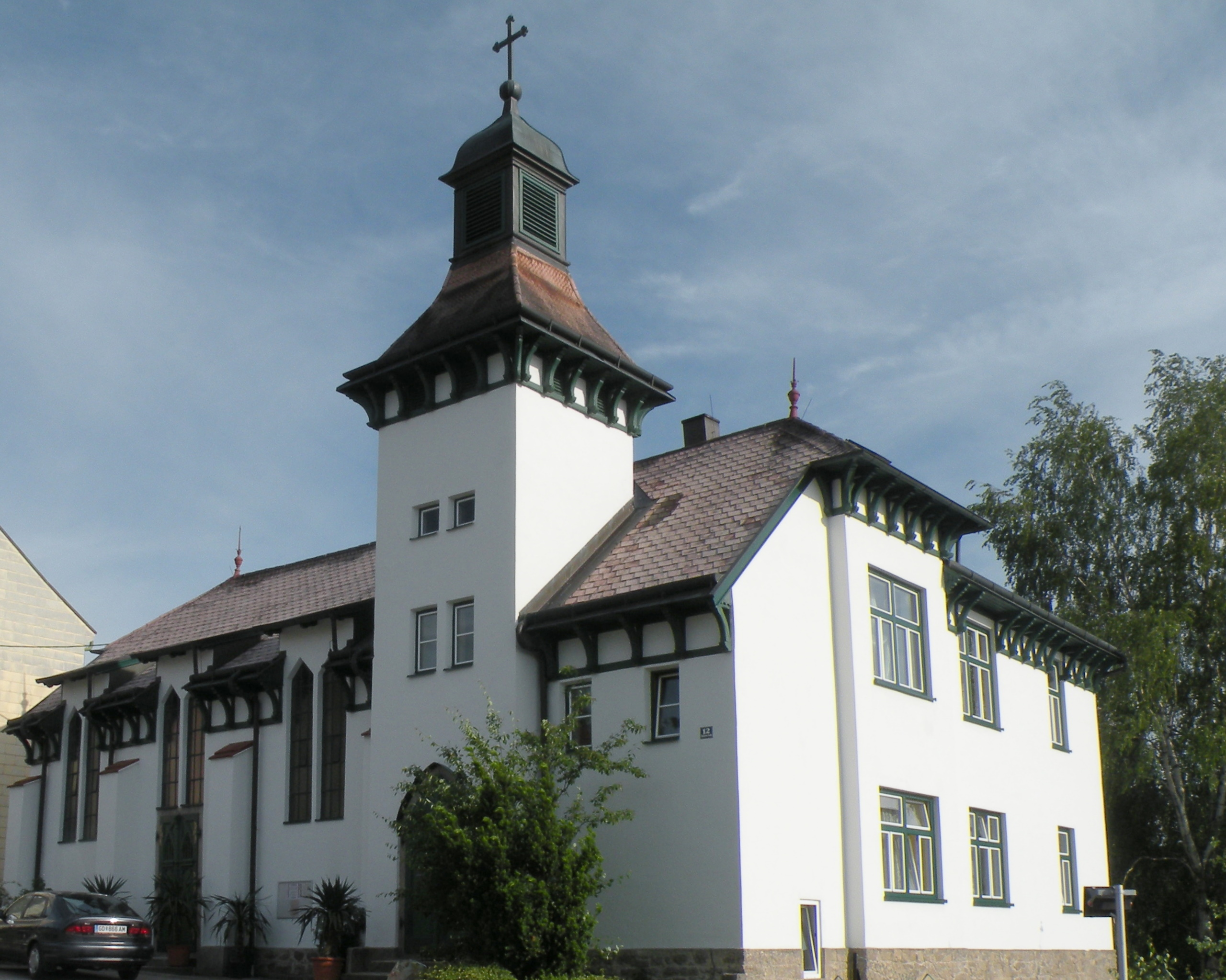
Evangelische Kirche Heidenreichstein

Bei der Volkszählung 2001 hatten 4102 Heidenreichsteiner römisch-katholisch als Religionsbekenntnis angegeben, das sind 89,9 % der Bevölkerung. 99 Personen (2,2 %) bekannten sich zum Islam. 84 Personen (1,8 %) waren evangelisch und 222 Personen (4,9 %) ohne religiöses Bekenntnis.
Die katholische Pfarre Heidenreichstein entstand als grundherrliche Gründung im ausgehenden 12. oder beginnenden 13. Jahrhundert und gehörte bis 1785 zum Bistum Passau, seither zur Diözese St. Pölten. Sie umfasst die Stadt Heidenreichstein mit Kleinpertholz und Wielandsberg sowie die Dörfer Altmans, Thaures mit Neuthaures, Eberweis, Dietweis und Motten.
Auf dem Gebiet der Pfarre Heidenreichstein befinden sich neben der Stadtpfarrkirche auch die 1860 benedizierte Wallfahrtskirche zum Guten Hirten in Eberweis mit Wallfahrten am Guten-Hirten-Sonntag und zu Christi Himmelfahrt und Kapellen mit Messlizenz in Altmans, Dietweis, Thaures und Motten.
Ende des 16. und zu Beginn des 17. Jahrhunderts war das Luthertum das vorherrschende Bekenntnis. Heidenreichstein hatte ab 1569 bis in die 1620er Jahre lutherische Pfarrer. Durch die Gegenreformation wurden die Heidenreichsteiner wieder katholisch.
In Heidenreichstein entstand Ende des 19. Jahrhunderts, bedingt durch die Zuwanderung evangelischer Industriearbeiter, eine evangelische Kirchengemeinde. Diese errichtete 1908 eine Kirche, die auch Sitz eines Pfarrers war. Nach der Verlegung des Pfarrsitzes nach Gmünd im Jahr 1936 verblieb in Heidenreichstein eine evangelische Predigtstation.

### Bevölkerungsentwicklung
| Heidenreichstein: Einwohnerzahlen von 1869 bis 2025 | Heidenreichstein: Einwohnerzahlen von 1869 bis 2025 | Heidenreichstein: Einwohnerzahlen von 1869 bis 2025 | Heidenreichstein: Einwohnerzahlen von 1869 bis 2025 | Heidenreichstein: Einwohnerzahlen von 1869 bis 2025 |
| --------------------------------------------------- | --------------------------------------------------- | --------------------------------------------------- | --------------------------------------------------- | --------------------------------------------------- |
| Jahr                                                |                                                     |                                                     |                                                     | Einwohner                                           |
| 1869                                                | 1869                                                |                                                     | 3.915                                               | 3.915                                               |
| 1880                                                | 1880                                                |                                                     | 4.129                                               | 4.129                                               |
| 1890                                                | 1890                                                |                                                     | 4.158                                               | 4.158                                               |
| 1900                                                | 1900                                                |                                                     | 4.656                                               | 4.656                                               |
| 1910                                                | 1910                                                |                                                     | 5.465                                               | 5.465                                               |
| 1923                                                | 1923                                                |                                                     | 4.989                                               | 4.989                                               |
| 1934                                                | 1934                                                |                                                     | 5.407                                               | 5.407                                               |
| 1939                                                | 1939                                                |                                                     | 5.438                                               | 5.438                                               |
| 1951                                                | 1951                                                |                                                     | 5.552                                               | 5.552                                               |
| 1961                                                | 1961                                                |                                                     | 5.493                                               | 5.493                                               |
| 1971                                                | 1971                                                |                                                     | 5.773                                               | 5.773                                               |
| 1981                                                | 1981                                                |                                                     | 5.325                                               | 5.325                                               |
| 1991                                                | 1991                                                |                                                     | 4.849                                               | 4.849                                               |
| 2001                                                | 2001                                                |                                                     | 4.565                                               | 4.565                                               |
| 2011                                                | 2011                                                |                                                     | 4.078                                               | 4.078                                               |
| 2021                                                | 2021                                                |                                                     | 3.866                                               | 3.866                                               |
| 2025                                                | 2025                                                |                                                     | 3.755                                               | 3.755                                               |
| Quelle(n): Statistik Austria, Gebietsstand 1.1.2021 |                                                     |                                                     |                                                     |                                                     |

Ausgehend vom Jahr 1869 mit 3.915 Einwohnern auf dem Gebiet der nach den Eingemeindungen in den 1970er Jahren zur Stadt Heidenreichstein gehörenden Katastralgemeinden zeigt sich mit einem Bevölkerungszuwachs von 8 % im Vergleich zum Bundesland Niederösterreich mit 48 % ein deutlich unterdurchschnittliches Bevölkerungswachstum. Hingegen verlief die Bevölkerungsentwicklung im Bezirksvergleich günstig, da die Einwohneranzahl im Bezirk Gmünd im selben Zeitraum um 19 % zurückgegangen ist.
Während die Bevölkerung von Heidenreichstein von 1869 bis 1910 um fast 40 % auf 5.465 Personen zunahm, sank sie bis 1923 um annähernd 9 % auf 4.989. Von 1923 bis 1951 stieg die Anzahl der Einwohner auf 5.552, ging in den 1950er Jahren leicht zurück auf 5.493 und erreichte durch den Anstieg in den folgenden zwei Jahrzehnten bei der Volkszählung 1971 den Höchststand mit 5.773 Personen. Seit 1971 sank die Einwohnerzahl deutlich, wobei der Rückgang am 31. Dezember 2008 im Vergleich zum Höchststand bereits 27 % ausmachte.
Die Stadtgemeinde Heidenreichstein hatte zum 1. Jänner 2008 4.221 Einwohner, davon 2.069 Männer und 2.152 Frauen, und ist damit einwohnermäßig die drittgrößte Stadt und Gemeinde des Bezirks Gmünd nach Schrems und der Bezirkshauptstadt Gmünd. Die grobe Altersstruktur der Heidenreichsteiner Bevölkerung am 1. Jänner 2008 zeigt, dass 61,5 % der Heidenreichsteiner über 15 und unter 65 Jahre alt sind. Mit 11,4 % waren rund ein Neuntel der Bevölkerung jünger als 15 und mit 27,9 % mehr als ein Viertel der Bevölkerung älter als 65.
Von den 3.934 Heidenreichsteinern, die 2001 über 15 Jahre alt waren, sind 2.021 (51,4 %) Frauen. 132 Heidenreichsteiner (3,4 %) der über 15-jährigen, haben den Abschluss einer Universität, Fachhochschule oder Akademie; der Frauenanteil liegt in diesem Zusammenhang bei 50 %. Weitere 321 Heidenreichsteiner (8,1 %) der relevanten Bevölkerungsgruppe, haben eine Matura absolviert, hier liegt der Frauenanteil bei 46,4 %. 1.692 Heidenreichsteiner (43 %) der über 15-jährigen, haben eine Lehre oder berufsbildende mittlere Schule abgeschlossen, wobei der Frauenanteil 36,4 % beträgt. 1.789 (45,5 %) der Heidenreichsteiner, davon 2/3 Frauen, haben einen Pflichtschulabschluss.

#### Herkunft und Sprache der Bevölkerung
97,6 % der Heidenreichsteiner Einwohner sind österreichische Staatsbürger und 95,1 % wurden in Österreich geboren. 2,9 % kommen aus anderen EU-Staaten, 2,0 % aus Nicht-EU-Staaten.
Der mittel- oder donaubairische Dialekt ist eine bairische Dialektform, deren Verbreitungsgebiet ganz Niederösterreich ist. Der ostösterreichische Zweig des Mittelbairischen geht auf die Mundart des durch die bairische Ostsiedlung entstandenen babenbergischen Herrschaftsgebietes Ostarrichi zurück.
Bei der Volkszählung 2001 haben 4.393 Personen (96,2 %) Deutsch als Umgangssprache angegeben, 96 (2,1 %) Türkisch, 33 (0,7 %) Tschechisch, 9 (0,2 %) Kroatisch, 4 (0,1 %) Serbisch und 26 (0,6 %) eine andere Sprache.

## Kultur und Sehenswürdigkeiten

### Museen
Die Stadt Heidenreichstein verfügt über ein Heimat-, Moor- und Torfmuseum in Kleinpertholz, das als Museum of the Year in Helsinki geehrt wurde. Das Museum befindet sich in unmittelbarer Nähe einer Galerie von Plastiken des regionalen Künstlers Mannhard Zeh (Hauptplatz), des Museums Franz Zeh, des Ateliers Zeh und des Kulturparks mit Skulpturen regionaler Künstler. Das Webermuseum mit vielen alten Fabriksgegenständen und alten Webstühlen wurde von der Firma Amstetter GesmbH eingerichtet.
Die Museumsbahn der Waldviertler Schmalspurbahnen führt während des Sommers mittwochs, samstags und sonntags Nostalgiefahrten zwischen Heidenreichstein und Gmünd – Alt-Nagelberg mit dem Wackelsteinexpress durch. Haltestellen sind auch in Langegg und Aalfang.

### Bauwerke

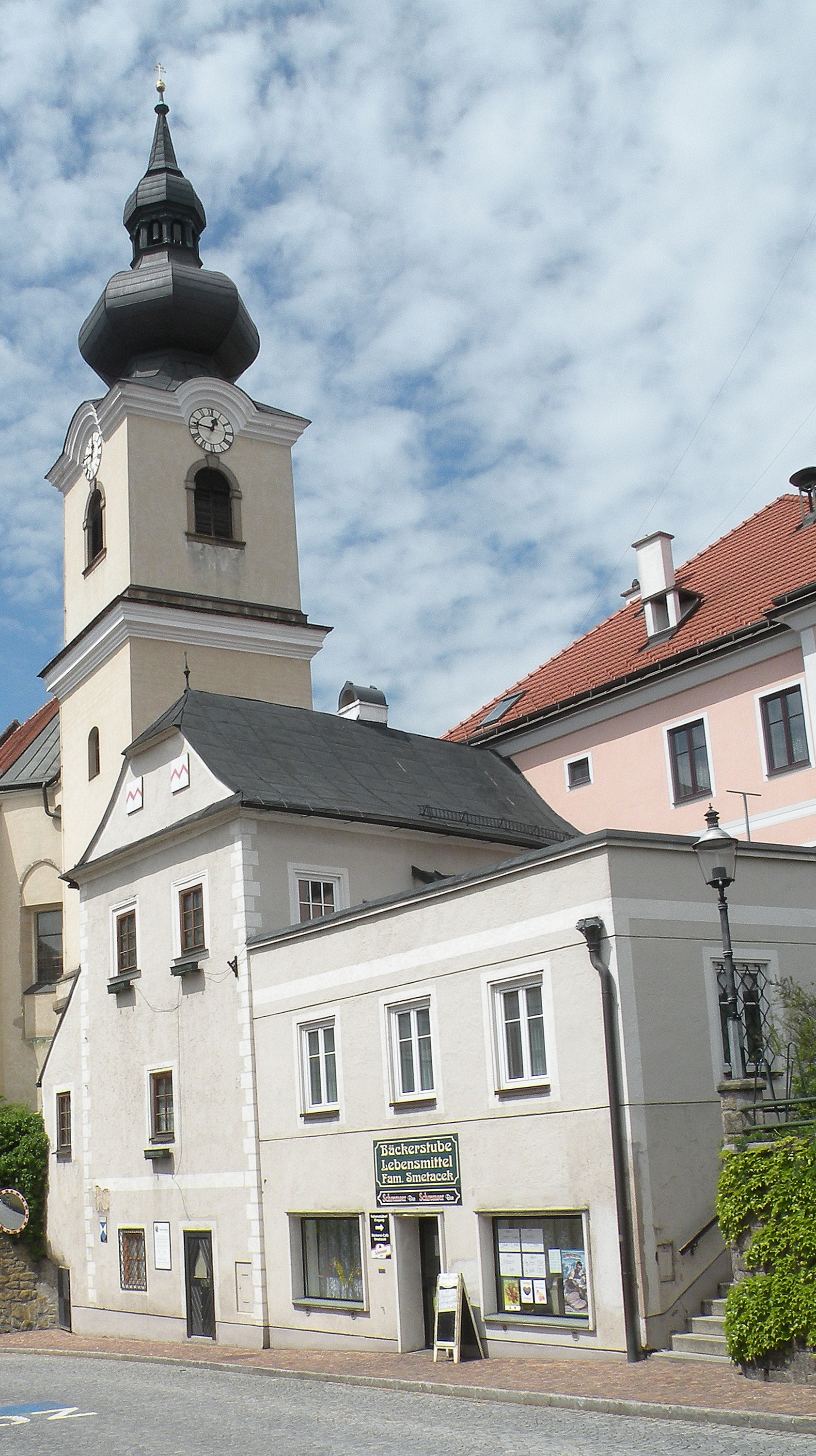
Gotisches Giebelhaus und Turm der katholischen Stadtpfarrkirche

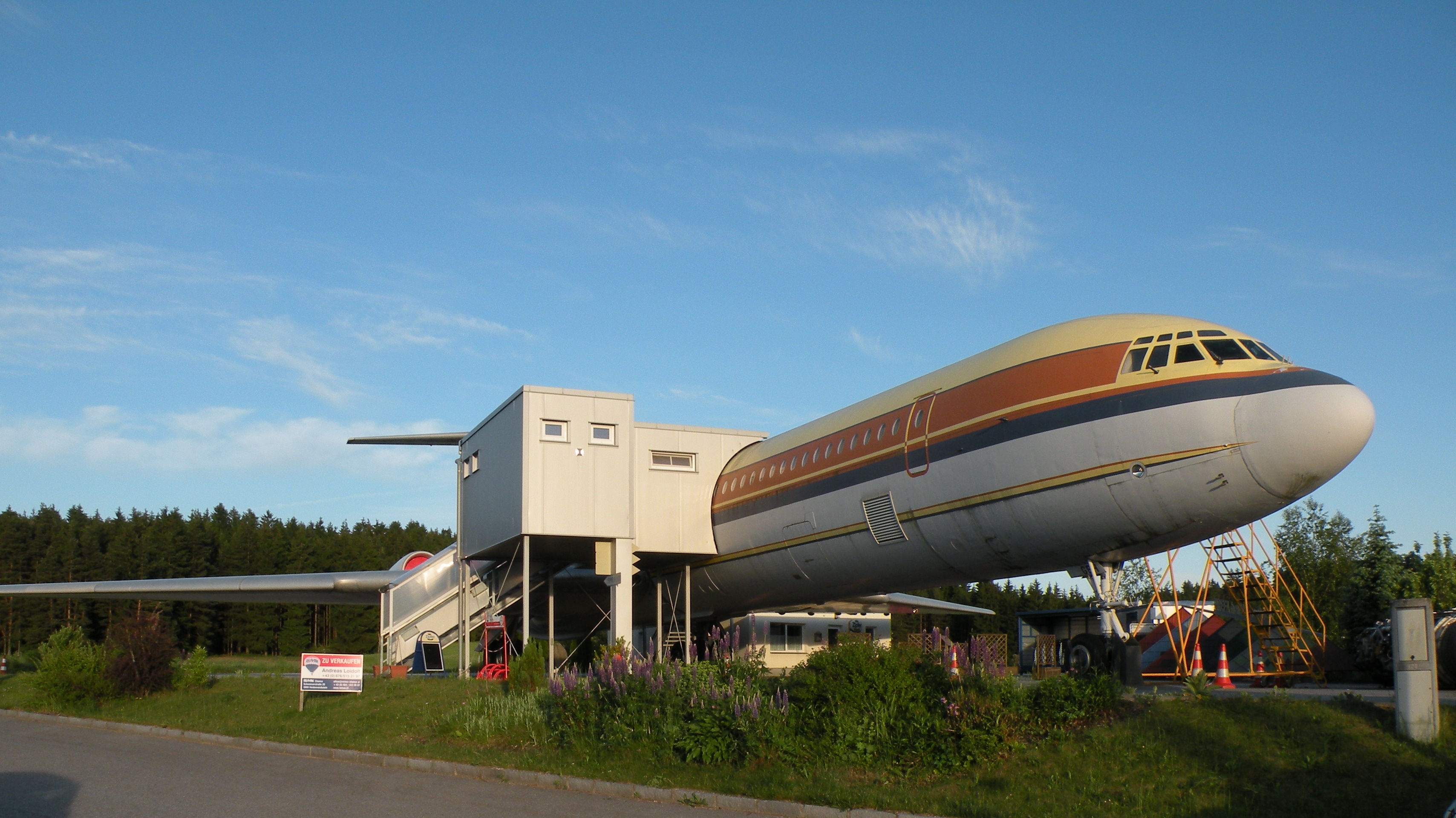
Magic-Jet-Restaurant

- Die Burg Heidenreichstein gilt als Wahrzeichen von Heidenreichstein. Der ältere Teil der Burg Heidenreichstein, insbesondere der Bergfried, wurde in der zweiten Hälfte des 12. Jahrhunderts errichtet, während der Großteil der Wirtschaftsgebäude im 15. und 16. Jahrhundert gebaut wurden. Die Burg ist seit 1961 in Besitz der Familie Kinsky und teilweise öffentlich zugänglich. Es werden Burgführungen angeboten, bei denen auch einige der zahlreichen Räumlichkeiten besichtigt werden können.
- Die katholische Stadtpfarrkirche Heidenreichstein ist der Heiligen Margareta geweiht und befindet sich westlich des Stadtplatzes. Sie ist im Kern eine romanische Saalkirche aus dem 12. Jahrhundert mit barockisiertem Langhaus und spätgotischem Chor. Der barocke Turm an der Ostseite erhielt 1880 ein neues Dach. Die Kirche wurde zuletzt 1990 renoviert. 1993 erhielt die Kirche eine neue Rieger-Orgel.
- Die katholische Pfarrkirche Seyfrieds hat ein romanisches gotisches Langhaus und einen neuzeitliches Langhaus mit Chor und Turm.
- Die Evangelische Versöhnungskirche in Heidenreichstein befindet sich an der Waidhofener Straße B 5 noch im Ortsgebiet. Sie wurde 1908 mit Elementen des Jugendstils errichtet und 1968 renoviert.
- Das sogenannte Böhmhaus neben der Burg und der Pfarrkirche ist das älteste Gebäude in Heidenreichstein. Es wurde vor 1400 errichtet und steht in wehrtechnischer Verbindung mit der Burg. Der Eingang eines unterirdischen Fluchtweges zur Burg ist noch sichtbar. Das Haus war gemeinsam mit dem romanischen Laibl Eckpfeiler der Befestigungsanlage zum Schutz der Kirche. 1470 bis 1490 erfolgte die Aufstockung als gotisches Giebelhaus. Während des Dreißigjährigen Krieges wurden Gottesdienste darin abgehalten, da die Kirche niedergebrannt war. Das Gebäude steht seit 1929 unter Denkmalschutz, ist trotz seiner mehr als 600-jährigen Geschichte in gutem Bauzustand und befindet sich seit 1965 im Besitz der Familie Böhm.[6]
- Das 1901 bis 1904 errichtete Schulgebäude wurde zunächst für den Unterricht von Schülern der Unter- und Oberschule genutzt und diente 1909 auch für die Unterbringung der Bürgerschule, die 1927 in eine vierklassige Hauptschule umgewandelt wurde. 1963 wurde die Leitung von Volks- und Hauptschule getrennt und die Volksschule zog 1966 in ein neu errichtetes Schulgebäude, während die Hauptschule am bisherigen Standort verblieb. 1972 kehrte die Volksschule in das ursprüngliche Schulgebäude zurück, während die Hauptschule in das bisher von der Volksschule genutzte Gebäude zog.[6]
- Die Käsemacherwelt, welche sich seit dem Jahr 2012 am Gelände des ehemaligen Erlebnispark Anderswelt, angesiedelt hat, bietet eine Schaukäserei inklusive Verkostung an und im angrenzenden Shop können die produzierten Käsespezialitäten erworben werden.
- Im Jahr 2000 wurde in Heidenreichstein im Gewerbegebiet in der Ortschaft Kleinpertholz ein Restaurant eröffnet, das in einem dazu umgebauten, ehemals tschechischen Präsidentenflugzeug untergebracht war. Die russische Verkehrsmaschine vom Typ Iljuschin IL 62 wurde hiefür komplett entkernt und das Triebwerk zur Schau gestellt. 2018 siedelte der „Flieger“, wie er von der Bevölkerung liebevoll genannt wurde, nach Graz um.

### Regelmäßige Veranstaltungen

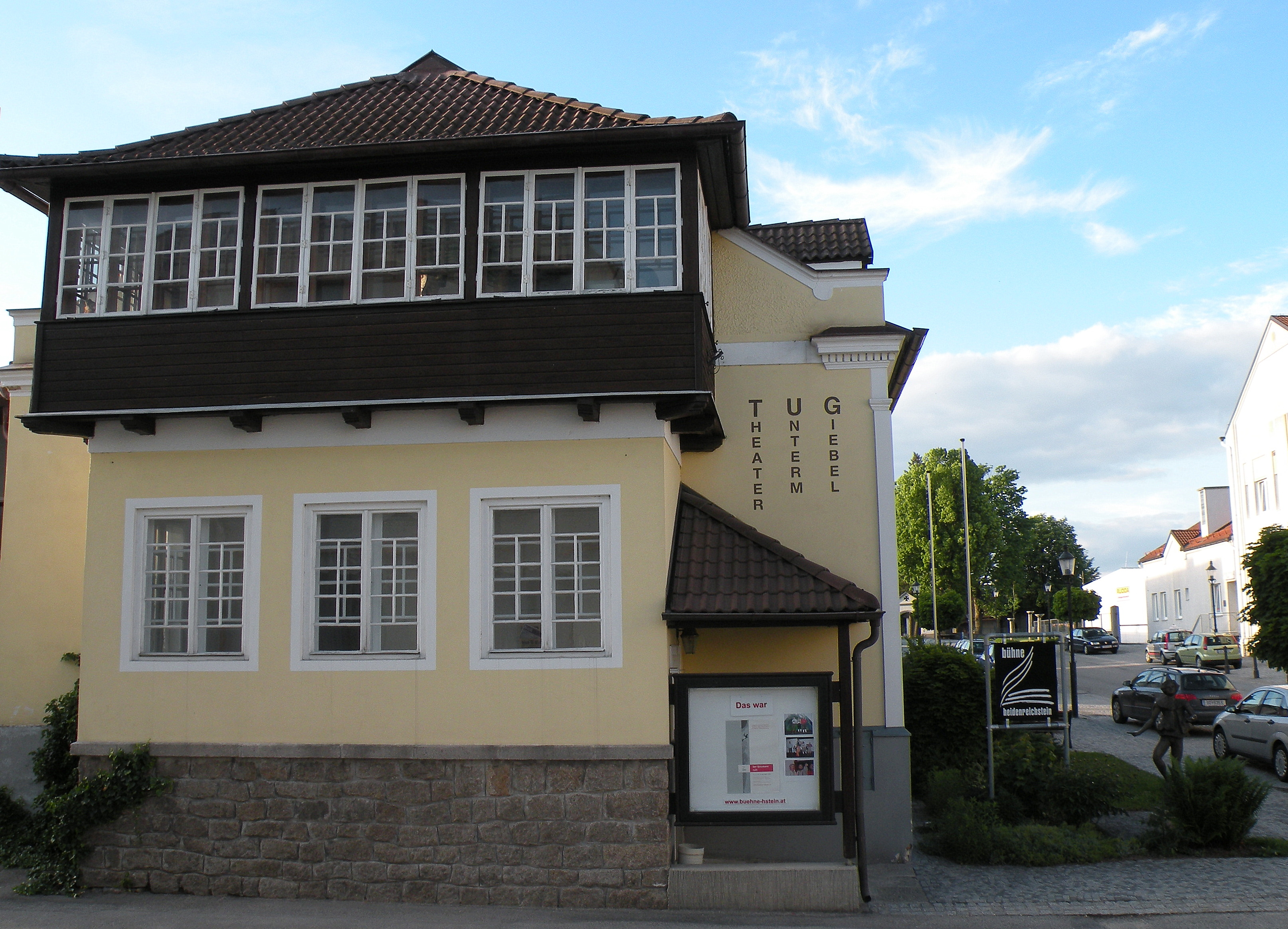
Theater unterm Giebel

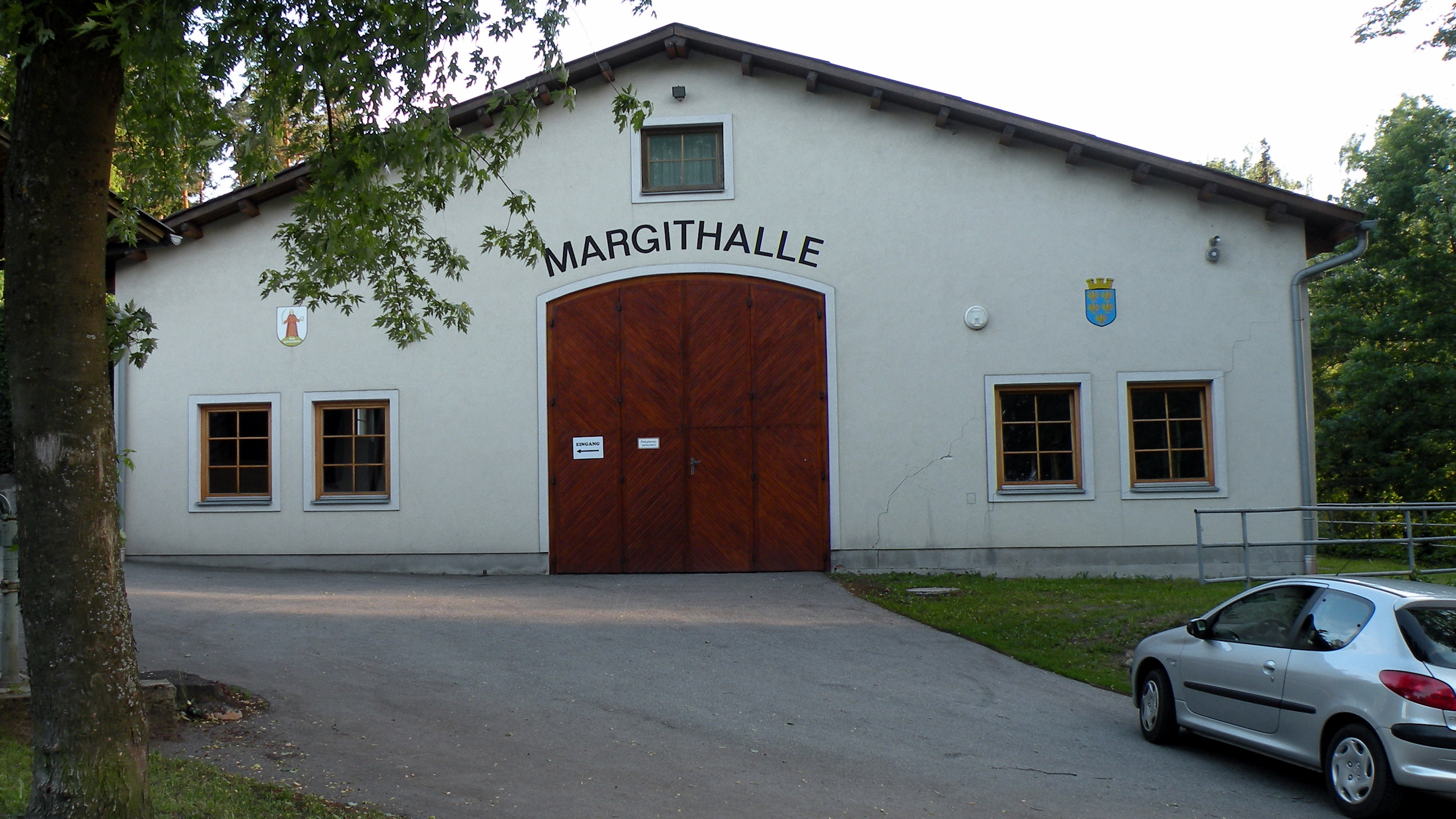
Veranstaltungszentrum Margithalle

Zu den regelmäßigen Veranstaltungen in Heidenreichstein zählen der „Theatersommer“ der Bühne Heidenreichstein, das seit 2006 jährlich in der Margithalle mit prominenten Autoren stattfindende Literaturfestival Literatur im Nebel, die Sommerakademie Motten unter der Leitung von Alf Krauliz, die Stadt der offenen Türen (vormals Mini-Messe) der örtlichen Wirtschaftstreibenden, Mittelalterfeste auf dem Stadtplatz und in Zusammenarbeit mit dem Burgherrn, Aktionen im Rahmen der Städtepartnerschaft mit Nova Bystrice, Konzerte am Romauplatz und andere mehr. Die seit 1981 bestehende Amateurtheatergruppe Bühne Heidenreichstein verfügt mit dem Theater unterm Giebel über dauerhafte Proben- und Seminarräumlichkeiten, die auch für kleinere Aufführungen und Gastspiele benutzt werden. Die Freilichtaufführungen sind seit vielen Jahren Fixpunkt des Waldviertler Kultursommers. Die Teilnahme an nationalen und internationalen Festivals war bisher insbesondere 1999 bei den Europäischen Amateurtheatertagen 1999 in Rudolstadt, Deutschland, erfolgreich.

### Parks, Brunnen, Denkmäler, Naturdenkmäler

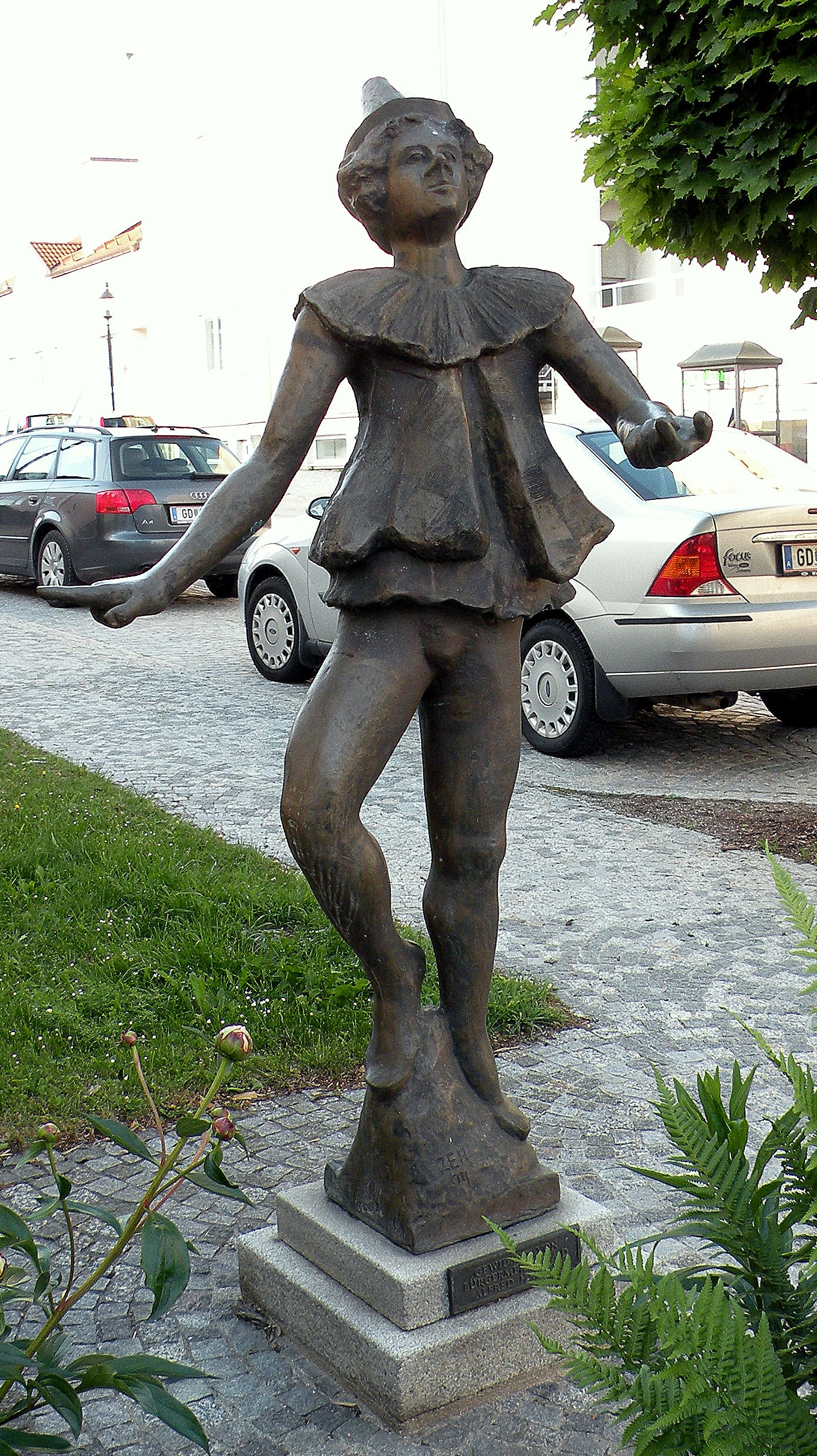
Harlekin-Statue (Mannhard Zeh)

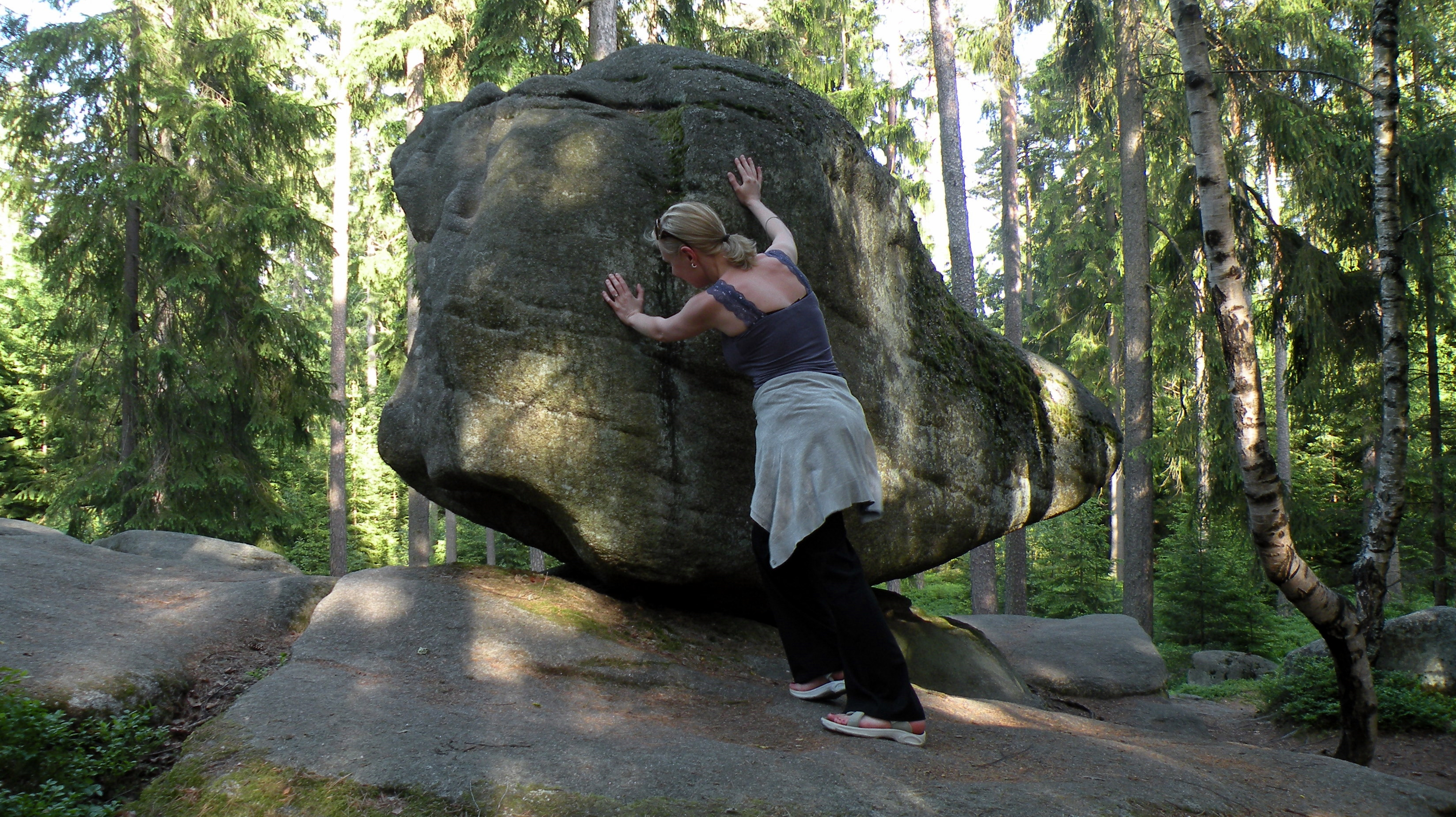
Naturdenkmal Hängender Stein

Die Stadtgemeinde gestaltete im Jahr 2000 den „Ingeborg-Bachmann-Park“ in der Litschauer Straße. Die österreichische Schriftstellerin Ingeborg Bachmann war in jungen Jahren mehrmals bei ihren Großeltern zu Gast.
Der Park- und Veranstaltungsplatz mit Musikpavillon in der Mühlgasse östlich der Burg und unterhalb des Stadtplatzes wurde 1990 errichtet und wird als Romauplatzl bezeichnet. Dort befindet sich auch der Fischerbrunnen von Mannhard Zeh.
Der parkähnlich angelegte Teil des Heidenreichsteiner Hauptplatzes gewährt Aussicht auf die Stadtpfarrkirche und das Rathaus im Westen. Historische Monumente sind der Stadtbrunnen (Bassena), der Pranger, seit den 1950er Jahren mit einer Rolandsfigur des Bildhauers Carl Hermann sowie die Dreifaltigkeitssäule aus dem Jahr 1730.
Das Projekt Haupt-Platz in Kleinpertholz ist ein Spiel mit dem Wort Haupt. 16 Granithäupter stehen für die Wörter Hauptmann, Oberhaupt, Hauptfrau, Hauptaufgabe, Häuptling, Hauptsache, Überhaupt usw. Es sind heitere, strenge, traurige, philosophische, gekrönte, überhebliche, wichtige Häupter, die Mannhard Zeh für den Kulturpark geschaffen hat. In unmittelbarer Nähe befindet sich die Galerie des Künstlers, der in seinem Garten einen Skulpturenpark mit Werken regionaler Künstler angelegt hat, sowie das Museum Franz Zeh.
Der Hängende Stein befindet sich im Naturpark Heidenreichsteiner Moor und ist ein anerkanntes Naturdenkmal. Dieser Wackelstein stellt eines der typischen Exemplare der Granitverwitterung dar, wie sie im Waldviertel mehrfach anzutreffen sind. Oft wurden diese Orte als Kultplätze von den Menschen aufgesucht. Dies trifft auch auf die beiden anderen Naturdenkmäler im Gemeindegebiet zu, die Franz-Geyer-Gedenkstätte in Altmanns und das Steinerne Weib in Wolfsegg.

#### Liste der Naturdenkmäler in Heidenreichstein
- in der Ortschaft Heidenreichstein:
  - Hängender Stein: mächtiger, auf anderen Blöcken ruhender Steinblock, der nur über eine geringe Auflagefläche verfügt (Länge 7 Meter, Breite 4 m und Höhe 2 m); Naturdenkmal seit 1927
  - Steingebilde: Das Steingebilde befindet sich an einem steilen Hang in der Otto Franke-Gasse und ragt mit 11 m Länge, 8 m Höhe und 4 m Breite aus der Erde; Naturdenkmal seit 1985
  - Felsgruppe Graselhöhle: Gruppe aus mehreren mächtigen und teilweise übereinander gelagerten Felsblöcken auf einer Gesamtfläche von 30 mal 12 Metern und einer Höhe von 0,5 bis 5 Metern, wobei sich unter den Blöcken mehrere Höhlen gebildet haben; Naturdenkmal seit 1981
  - Schalenstein: Felsbuckel mit einer Länge von 3 Metern, einer Breite von 2,5 m und Höhe von 1,2 m, schalenförmige Vertiefung an der Westseite; Naturdenkmal seit 1991
  - Gugelhupfstein: aus zwei Hauptfelsen zu je 10 mal 12 Metern ragen bis zu 6 Meter in die Höhe. Der kammartige Aufsatz (3 m lang, 2 m breit und 2 bis 2,5 m hoch) gibt mit seinen Verwitterungsrillen gibt dem Gebilde das Aussehen eines Gugelhupfes; Naturdenkmal seit 1983
- Geyer-Gedenkstätte in Altmanns: Nach dem Waldviertler Komponisten und Pädagogen Franz Geyer benannte Felsgruppe aus drei pilzartigen Felsen auf einer Fläche von 10 mal 12 Metern und eine Höhe von 2 bis 7 Metern; Naturdenkmal seit 1981
- Wasserstein in Haslau: 2,5 m hoher Granitblock mit einer Breite von 4,5 m und einer Länge von 6,5 m. Das Becken ist 1,3 m lang, 85 cm breit und 30 cm tief; Naturdenkmal seit 1927
- Steinernes Weib in Wolfsegg: 1,7 m hoher Felsblock mit einer Breite von 0,4 bis 1,2 m; Naturdenkmal seit 1995
- Mehrere Winterlinden und Sommerlinden, mehrere Lindenbäume und Alleen eine Baumreihe entlang der Bundesstraße, eine Ahornallee wurden 1927 bzw. in den 1980er Jahren als Naturdenkmal deklariert.
- Der Bruneiteich mit Verlandungszonen, Feuchtwiesen, Niedermoorflächen wurde 1979 als Naturschutzgebiet erklärt.
- Der Naturpark Hochmoor Gemeindeau wurde 1980 Naturschutzgebiet und 1989 Naturpark

(Quelle:)

### Wanderwege, Radwege, Reitwege, Langlaufloipen
In und um die Stadt Heidenreichstein und ihren Ortschaften führen genau beschriebene und ausgeschilderte Wanderwege mit einer Länge von 2,2 bis 12 km sowie ein Rundwanderweg mit einer Länge von 17,5 km. Die Gesamtlänge der Wanderwege beträgt 75,5 km.
Durch Heidenreichstein führen die österreichischen Weitwanderwege Thayatalweg, Ostösterreichischer Grenzlandweg und Christopherusweg, der Niederösterreichische Landesrundwanderweg und der Europäische Fernwanderweg E8.
Der Waldviertelradweg führt von Krems an der Donau ausgehend nach Norden bis zur Stadt Litschau und dann wieder Richtung Süden durch Heidenreichstein zurück in das Donautal nach Pöchlarn. Heidenreichstein gehört zur Pferderegion Nordwald, für die eine eigene Karte mit dem gesamten Wanderreitwegenetz aufgelegt wurde. Auf dem Gemeindegebiet von Heidenreichstein befinden sich drei Langlaufloipen mit Längen zwischen drei und fünf Kilometern.

### Sport
In Heidenreichstein sind eine Reihe von Sportvereinen tätig, darunter der Damenfußballclub (DFC) Möbel Handel Heidenreichstein, der Fußballclub Volksbank Heidenreichstein, der Reit- und Fahrverein Gestüt Sankt Patrick und der Sportverein Eberweis. Der DFC Heidenreichstein wurde 1981 als Sektion des Fußballclub Heidenreichstein gegründet, zählt zu den Österreichischen Erstligavereinen im Frauenfußball und spielte von 1988 bis 1990 und von 1992 bis 1998 insgesamt zehnmal in der ersten Spielstufe. Der Fußballclub Heidenreichstein wurde 1925 gegründet, spielt im Meisterschaftsbetrieb in der 1. Klasse Waldviertel und betreut eine Reihe von Nachwuchsmannschaften.

## Wirtschaft und Infrastruktur

### Verkehr
In Heidenreichstein kreuzen sich mit der Waidhofener Straße B 5 und der Thayatal Straße B 30 zwei Landesstraßen. Weiters führen Landes- und Gemeindestraßen sowie Güterwege in die Ortschaften der Stadtgemeinde und weiter in die benachbarten Gemeinden. Die 1978 eröffnete Ortsumfahrung von Heidenreichstein brachte eine spürbare Entlastung des Stadtplatzes vom Schwerverkehr.
Die nächstgelegenen Bahnhöfe an der Franz-Josefs-Bahn der Österreichischen Bundesbahnen befinden sich in der Bezirksstadt Gmünd und im Markt Vitis. Regionale Busverbindungen bestehen in die Bezirkshauptstadt Gmünd sowie nach Waidhofen an der Thaya. Ebenso besteht eine tägliche Busverbindung in die Bundeshauptstadt Wien.

### Ansässige Unternehmen
Heidenreichstein ist eines der wirtschaftlichen Zentren des Bezirks Gmünd. In Heidenreichstein gab es zum Zeitpunkt der Volkszählung 2001 207 Arbeitsstätten mit 1.670 Beschäftigten, davon 1.514 unselbstständig Beschäftigte. Im Vergleich zu 1991 ist die Anzahl der Arbeitsstätten um 8,4 % gestiegen, während im selben Zeitraum die Anzahl der Arbeitsplätze um 10,1 % zurückgegangen ist.
Der Großteil der 1.670 Arbeitsplätze entfiel dabei mit 616 auf die Sachgütererzeugung, mit 331 auf den Handel einschließlich der Reparatur von Kraftfahrzeugen und Gebrauchsgütern, 310 auf das Bauwesen und 107 auf das Beherbergungs- und Gaststättenwesen. Vergleichsweise geringer ist die Anzahl der Beschäftigten Unterrichtswesen mit 64 sowie je 50 im Gesundheits-, Veterinär- und Sozialwesen und in der öffentlichen Verwaltung einschließlich Sozialversicherung. Jeweils weniger als 50 Personen waren 2001 in sonstige Dienstleistungsbereichen wie Kredit- und Versicherungswesen, Realitätenwesen und Unternehmensdienstleistungen, Verkehrs- und Nachrichtenübermittlung sowie sonstige öffentliche Dienstleistungsbereichen beschäftigt.
Heidenreichstein bot 2001 für 865 außerhalb der Gemeinde wohnende Personen Arbeitsplätze, während gleichzeitig 968 Heidenreichsteiner auswärts arbeiteten. Ein Großteil der Einpendler kommt aus den Bezirken Gmünd und Waidhofen an der Thaya. Ebenso pendelt ein Großteil der Auspendler innerhalb des Bezirkes Gmünd und in den Bezirk Waidhofen an der Thaya. Nach Wien pendelten 115 Personen.
Zum Zeitpunkt der diesbezüglichen Erhebung im Jahr 1999 bestanden 189 land- und forstwirtschaftliche Betriebe, das sind um 28,9 % weniger als noch 1995. Von den angeführten Betrieben waren 68 Haupterwerbsbetriebe, 115 Nebenerwerbsbetriebe und 6 juristische Personen. Insgesamt wurden eine Fläche von 7.485 Hektar bewirtschaftet, das sind etwa 2,5 % weniger als noch 1995. Für die Pendler bedeutet der in den letzten Jahren erfolgte Ausbau des Straßennetzes in Richtung Gmünd, Waidhofen an der Thaya und Krems beziehungsweise über Horn nach Wien eine deutliche Verbesserung.
Die Erwerbsquote ist in Heidenreichstein von 46 % im Jahr 1991 auf 44 % im Jahr 2001 zurückgegangen. Die Anzahl der Arbeitslosen ist im Jahresschnitt in den Jahren 2005 mit 180, 2006 mit 188 und 2007 mit 170 jeweils annähernd gleich hoch. Das durchschnittliche Nettoeinkommen ist von 881 Euro im Jahr 1997 auf 948 Euro im Jahr 2001 gestiegen.
2004 wurden als Betriebe mit mehr als 50 Mitarbeitern die Firmen Talkner GmbH mit 165, die Metall- und Kunststoffwarenerzeugungsgesellschaft m.b.H. (MKE) mit 153, die WAKU Böhm Fenster GesmbH mit 90 und die Framsohn Frottier GmbH mit 88 Mitarbeitern angeführt. Auch die Stadtgemeinde Heidenreichstein beschäftigte im Jahr 2004 57 Mitarbeiter.
Die örtlichen Gewerbebetriebe haben sich in einer Werbegemeinschaft mit der Bezeichnung „Heidenreichstein Creaktiv“ zusammengeschlossen.
Der Ecoplus Wirtschaftspark Heidenreichstein ist einer von 15 Wirtschaftsparks der niederösterreichischen Betriebsansiedelungsagentur und besteht aus 12 Hektar teilweise noch freien Grundflächen mit Betriebsgebietswidmung, wo sich bereits eine Reihe von Unternehmen angesiedelt hat. Der Wirtschaftspark ist auch in dem gemeinsam mit mehreren anderen Waldviertler Gemeinden betriebenen Projekt „Standort:Aktiv“ integriert, das sich mit der professionellen Vermarktung von Gewerbeflächen entlang der Hauptentwicklungsachsen des Waldviertels in Richtung Budweis und Jihlava in Tschechien beschäftigt. Ziel ist die Ansiedlung von Unternehmen auf dem Gemeindegebiet.
Die einzige ortsansässige Bank ist die Volksbank Oberes Waldviertel, die 1944 durch den Zusammenschluss des 1873 gegründeten Spar- und Vorschussvereins und der 1893 gegründeten Raiffeisen Spar- und Vorschusskasse hervorgegangen ist und 2016 zur Volksbank Niederösterreich zusammengeschlossen wurde. Bank Austria, BAWAG P.S.K. und die Raiffeisenbank Gmünd verfügen über Geschäftsstellen in Heidenreichstein.

### Öffentliche Einrichtungen
In Heidenreichstein befinden sich neben den Einrichtungen der Stadtgemeinde auch eine Polizeidienststelle und ein Postamt.

### Bildung

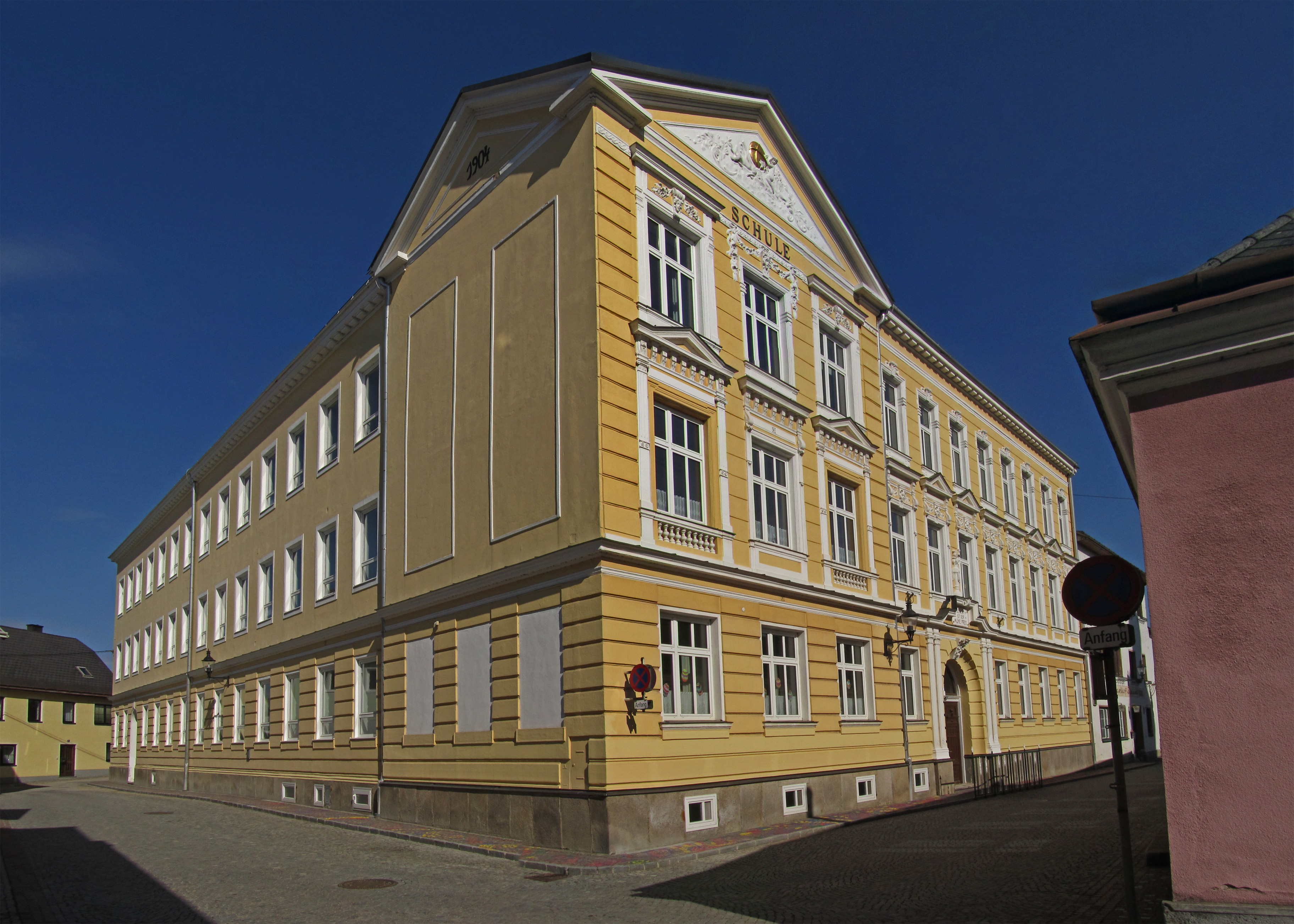
Volksschule Heidenreichstein

Der Markt Heidenreichstein war zunächst Standort einer Volksschule. Nach der Trennung von Volks- und Hauptschule im Jahr 1963 wurde ein neues Volksschulgebäude errichtet, die Hauptschule verblieb in dem 1904 errichteten Schulgebäude. 1972 erhielt das neue Volksschulgebäude auf Grund der Entwicklung der Schülerzahlen einen Zubau, die Volksschule übersiedelte wieder zurück in das alte Schulgebäude, während die Hauptschule in das Volksschulgebäude zog. Die Hauptschule nennt sich nach dem hochrangigen Waldviertler SPÖ-Politiker der Nachkriegszeit Johann Böhm Hauptschule. In Heidenreichstein bestehen zwei Landeskindergärten und ein Kinderhaus der Volkshilfe.
Die Gemeinden Amaliendorf-Aalfang, Eggern, Eisgarn und Heidenreichstein haben sich zu einem Musikschulverband mit dem Sitz in Heidenreichstein zusammengeschlossen und führen eine Musikschule mit einem Angebot von rund 150 Wochenstunden Musikunterricht mit Fachkräften für die verschiedenen Fächer. Erwachsenenbildung bietet unter anderem das Kursangebot der Ortsstelle der Volkshochschule in Heidenreichstein. Die Stadtbibliothek wird von der Stadtgemeinde geführt.
Die ärztliche Versorgung der Einwohner ist durch fünf praktische Ärzte und zwei Zahnärzte und zwei Fachärzte sichergestellt. Im Ort befinden sich auch eine Apotheke und eine Praxis einer Psychotherapeutin. Weiters besteht eine örtliche Dienststelle des Roten Kreuzes, die direkt mit der Bezirksstelle in Verbindung steht. Die erforderlichen Notdienste sind eingerichtet. Die nächstgelegenen Krankenhäuser befinden sich in den Bezirksstädten Gmünd und in Waidhofen an der Thaya. Seit 1989 werden Heidenreichsteiner, die selber nicht mehr kochen können, über die Aktion Essen auf Rädern mit warmen Mahlzeiten versorgt.
Im Gemeindegebiet sorgt die 1878 gegründete Freiwillige Feuerwehr Heidenreichstein für Brandschutz und allgemeine Hilfe. In einzelnen heutigen Katastralgemeinden wurden ebenfalls Feuerwehren gegründet und entsprechende Feuerwehrhäuser errichtet. 1999 wurde die Einsatzzentrale von Freiwilliger Feuerwehr und Rotem Kreuz der Bestimmung übergeben. Gleichzeitig sind dort auch Probenräumlichkeiten der Stadtkapelle und Unterrichtsräume der Musikschule untergebracht.

## Politik

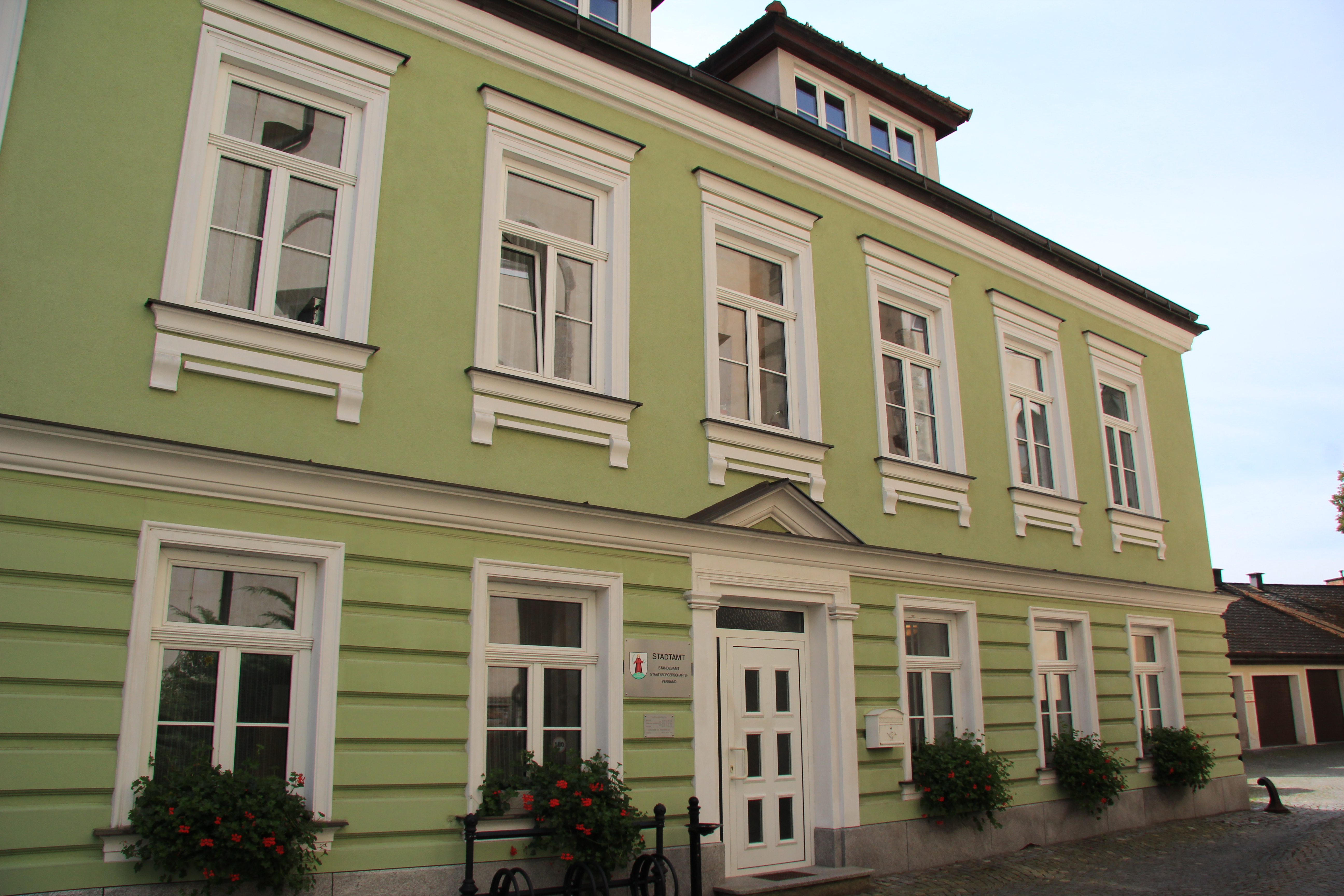
Stadtamt Heidenreichstein

### Gemeinderat
Der Gemeinderat hatte zuletzt 25 Mitglieder bis 2025 und 23 Mitglieder ab der Gemeinderatswahl 2025. Die Gemeinderatswahlen seit 1990 brachten folgende Mandatsverteilungen:
- 1990: 14 SPÖ, 8 ÖVP, 2 FPÖ und 1 BGÖ
- 1995: 15 SPÖ, 8 ÖVP und 2 FPÖ[25]
- 2000: 15 SPÖ, 8 ÖVP und 2 FPÖ[26]
- 2005: 14 SPÖ, 9 ÖVP, 1 Grüne und 1 FPÖ[27]
- 2010: 12 SPÖ, 10 ÖVP, 2 Grüne und 1 FPÖ[28]
- 2015: 12 SPÖ, 9 ÖVP, 2 FPÖ und 2 Grüne[29]
- 2020: 12 SPÖ, 10 ÖVP, 2 Grüne und 1 FPÖ.[30]
- 2025: 13 SPÖ, 6 ÖVP, 3 FPÖ und 1 Liste Heidenreichstein (LH)[31]

### Bürgermeister
- Franz Ullrich (1861, 1873)
- Franz Hacker (1867)
- Ludwig Wais (1868)
- Josef Fieda (1870)
- Valentin Großmann (1879)
- Franz Schimek (1880)
- Carl Wais (1891, 1894, 1900)
- Anton Ullrich (1902, 1906, 1912)
- Raimund Mader (1916, 1918)
- Karl Wittwar (1921, 1924, 1926)
- Alois Danzinger (1929)
- Johann Böhm (1933)
- Josef Böhm (1935)
- Karl Ullrich (1939)
- Josef Kollmann (Anfang Mai – Anfang Juli 1945)
- Josef Böhm (1945, 1946)
- Franz Pfleger (1950, 1955, 1960, 1965)
- Alfred Haufek (1966, 1969, 1972, 1975, 1980, 1985, 1990)
- Johann Pichler (1991, 1995, 2000, 2005)
- Gerhard Kirchmaier (2010, 2015, 2020)
- Alexandra Weber (2023)

Die Bürgermeister der ehemals selbstständigen, im Lauf der Zeit eingemeindeten Gemeinden sind in den jeweiligen Hauptartikeln angeführt.

### Stadtfinanzen
Im März 2009 fand eine Sanierungserhebung statt, wobei als Ursachen für die angespannte Finanzlage die geringeren Einnahmen aus den Ertragsanteilen auf Grund der Einwohnerverluste, der Schuldendienst für die Haftungsübernahme betreffend das fehlgeschlagene Freizeitparkprojekt Erlebnispark Anderswelt, der höhere Personalaufwand, die erhöhten freiwilligen Gemeindeförderungen, Defizite der Gemeindeeinrichtungen und Gebührenhaushalte sowie einmalige Ausgaben angeführt wurden.
Im Jahr 2007 hatte die Stadtgemeinde Heidenreichstein Gesamteinnahmen von 6,5 Millionen und Gesamtausgaben von 6,4 Millionen Euro. Die größten Einnahmequellen waren die Ertragsanteile aus dem Finanzausgleich mit 2,8 Millionen und die Kommunalsteuer mit 0,9 Millionen Euro. Heidenreichstein hatte mit 986 Euro auf Bezirksebene eine etwas höhere und auf Landesebene eine etwas niedrigere Steuerquote pro Kopf.

### Wappen

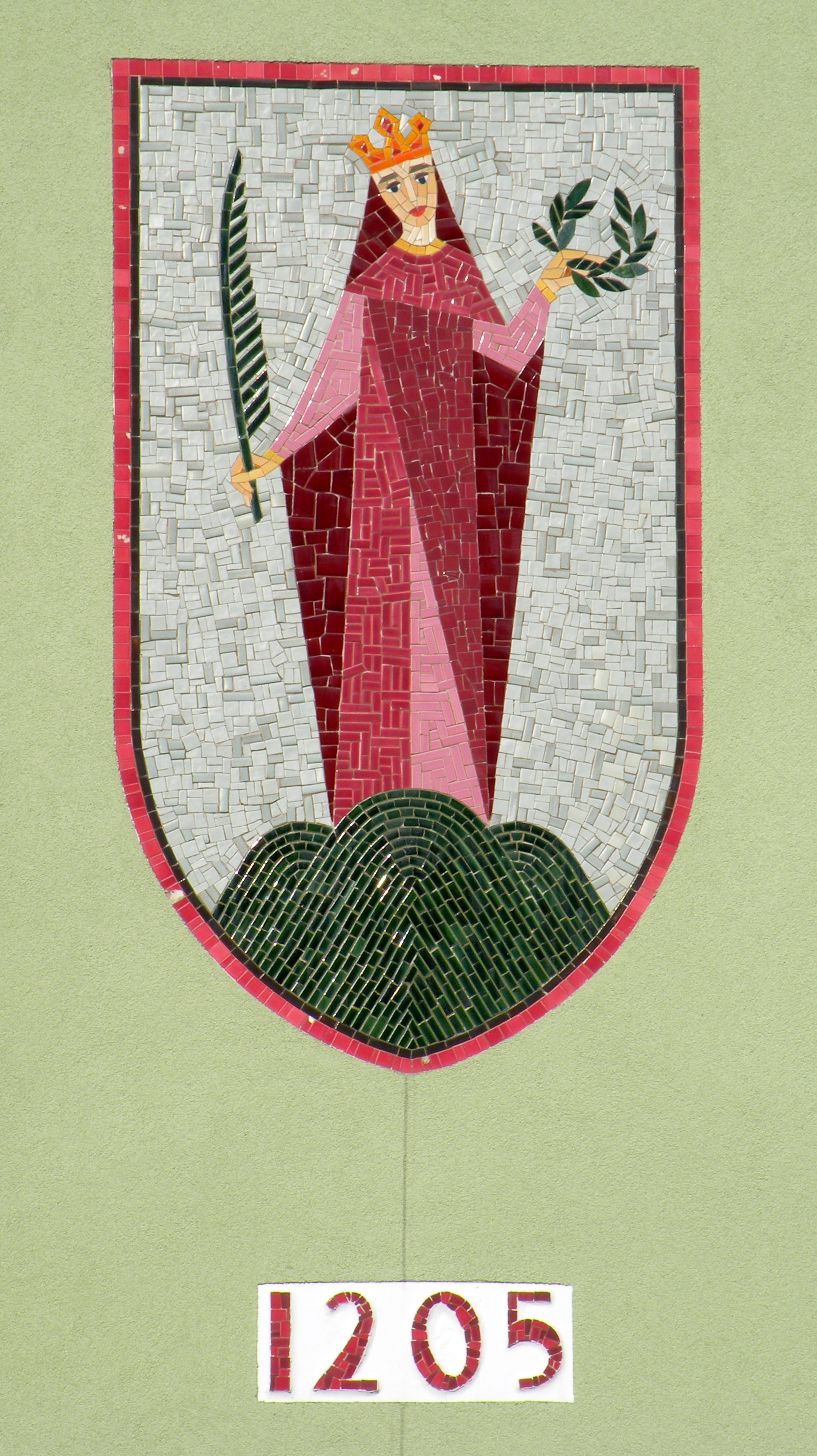
Wappen und Gemeindefarben in der Fassung 1955

Anlässlich der Feierlichkeiten zum 50-jährigen Jubiläum der Stadterhebung von Heidenreichstein im Jahr 1982 wurde die 1932 erfolgte Stadterhebung durch die Niederösterreichische Landesregierung und das Recht zur Führung des Stadtwappens erstmals beurkundet. Die Wappenurkunde wurde vom Graphiker Emil Jaksch aus Wiederfeld (Gemeinde Waidhofen an der Thaya-Land) hergestellt.
Die Blasonierung lautet:
„In einem silbernen Schild, auf einem grünen Dreiberg, stehend, die heilige Margaretha, die mit einem roten Gewand bekleidet ist, in ihrer rechten Hand einen grünen Palmzweig, in ihrer linken einen grünen Lorbeerkranz hält und auf ihrem Haupt eine goldene Krone trägt.“
Die aus diesem Wappen abzuleitenden Farben der Stadtfahne sind Weiß-Rot-Grün.
Das Wappenbild, die Heilige Margaretha beziehungsweise auch Margaritha, wurde offensichtlich in Anlehnung an das Kirchenpatronat der Pfarrkirche Heidenreichstein gewählt. Die Drachenbezwingerin St. Margaretha erscheint, so wie der Drachentöter St. Michael und St. Georg, vorzüglich als Kirchenpatron der alten, in düsterem Forst oder unwegsamen Mooren gegründeten Pfarren und Klöstern. Das Wappen wurde auf Basis von verschiedenen Wappenabbildungen und Siegeln 1955 neu stilisiert. Gleichzeitig wurden die Wappenfarben endgültig festgelegt. Die Darstellung auf dem Stadtwappen entspricht der älteren, der Legende entsprechenden Abbildung. Der Palmenzweig und die Krone auf dem Haupte versinnbildlichen das Martyrium, der Kranz ist Symbol für die Jungfräulichkeit, die Purpurfarbe des Gewandes deutet den Martertod der Heiligen an.
Das Wappen ist in Heidenreichstein mehrfach auf Gebäuden angebracht, beispielsweise auch als Mosaik an der Westwand des seit 1929 unter Denkmalschutz stehenden Böhmhauses, eines Achtel-Lehen-Hauses aus dem 14. Jahrhundert mit gotischem Giebel.

### Städtepartnerschaften
Seit 2002 besteht eine Städtepartnerschaft mit der Stadt Nová Bystřice (deutsch „Neubistritz“), einer Landstadt mit 3.355 Einwohnern im Süden von Tschechien nahe der österreichischen Grenze und des Grenzüberganges Grametten. Die Stadt liegt an der Einmündung des Bystřický potok in die Dračice in der Region Vitorazsko. Im Osten schließt sich der Naturpark Česká Kanada an.

## Persönlichkeiten

### Söhne und Töchter der Stadt
- Benno Schaginger (1903–1974), Sektionschef im Handelsministerium, 1955–1968 Generalpostdirektor
- Leopold Popp (1909–1972), Politiker (ÖVP) und Strickwarenerzeuger
- Günter Praschak (1929–2011), Fußballspieler und Trainer
- Franz Flicker (* 1939), Politiker (ÖVP) und Kammersekretär
- Heide Pils (* 1939), studierte an der Hochschule für Angewandte Kunst in Wien, arbeitete als Grafikerin, Journalistin und ORF-Redakteurin, seit 1975 ist sie freie Drehbuchautorin und Regisseurin. Sie drehte zahlreiche Dokumentar- und Spielfilme für den ORF und deutsche Fernsehstationen. Sie lebt in Wien und im Waldviertel.
- Johann Cermak (* 1949), Bluesmusiker, Komponist
- Johann Hofbauer (1950–2020)[35], Laborleiter und Politiker, Abgeordneter zum Landtag von Niederösterreich
- Karl Kollmann (1952–2019), Soziologe und Wirtschaftswissenschaftler

### Ehrenbürger der Stadt
- Johann Böhm, Oberschulrat
- Alfred Deuse, Güterdirektor der Herrschaft Heidenreichstein
- Rudolf Graf van der Straten, Eigentümer der Wasserburg Heidenreichstein
- Alfred Haufek (1933–2014), langjähriger Bürgermeister, Landtagsabgeordneter von 1979 bis 1987 und 2. Landtagspräsident von 1987 bis 1994, Vizepräsident des Österreichischen Gemeindebundes
- Anton Hobinger, Dechant
- Johann Köck, Kaufmann und Sparkassendirektor, Funktionär des Spar- und Vorschussvereines Heidenreichstein
- Hans Litschauer (1925–2005), Landtagsabgeordneter 1959 bis 1964 und 1969 bis 1975, Kammeramtsdirektor der AK Niederösterreich
- Leopold Magschitz, Schulleiter
- Josef Patzak, Vorstandsdirektor der Firma Patria
- Franz Pfleger, langjähriger Bürgermeister
- Eduard Pichler, Stadtrat
- Jakob Scherer, Gemeindearzt
- Alfred Wittig, langjähriger Stadtamtsdirektor und Chronist (Ehrenringträger)

### Persönlichkeiten mit Bezug zur Stadt
- Ingeborg Bachmann (1926–1973), österreichische Schriftstellerin, hatte Großeltern mütterlicherseits in Heidenreichstein
- Marie von Ebner-Eschenbach (1830–1916) war eine Großtante von Graf Kinsky, ihre Bibliothek befindet sich in der Burg Heidenreichstein.
- Franz Geyer, Lehrer, Komponist (Ehrenringträger)
- Alf Krauliz (* 1947), Begründer und Leiter der Sommerakademie im Seminarzentrum Haus vom freundlichen Sessel in Motten
- Johannes Krenner (* 1985), Spieleautor und Grafikdesigner
- Franz Zeh (* 1. Februar 1900; † 17. Mai 1999), Maler, lebte von 1945 bis zu seinem Tod in Kleinpertholz. Er war als Maler Autodidakt, malte in der Technik der Prima-Malerei Landschaftsbilder, Stillleben und Porträts und wurde durch seine Blumengemälde als Blumen-Zeh bekannt.
- Mannhard Zeh (* 1944), wohnt seit seiner Geburt in Kleinpertholz. Er ist als Künstler Autodidakt, seine Werke sind Zeichnungen, Druckgraphiken, Aquarell- und Ölgemälde sowie Skulpturen aus verschiedenem Gestein.

### Persönlichkeiten und Teams mit sportlichen Erfolgen
- Manfred Trisko aus Kleinpertholz gewann 1978 das Speedway Meeting in Mattersburg gegen internationale Konkurrenz
- Manfred Riener, Staatsmeistertitel im Halbmarathonlauf (1997)
- Mehrere Sportler des Athletenklubs Heidenreichstein waren in den 1950er, 1960er und 1990er Jahren auf Landes-, Bundes- und Europaebene erfolgreich (Günther Matzku, Franz Apfelthaler und andere)
- Leopold Killmeyer wurde Dirt-Track-Weltmeister (Speedway)

## Sonstiges

### Regionalwährung

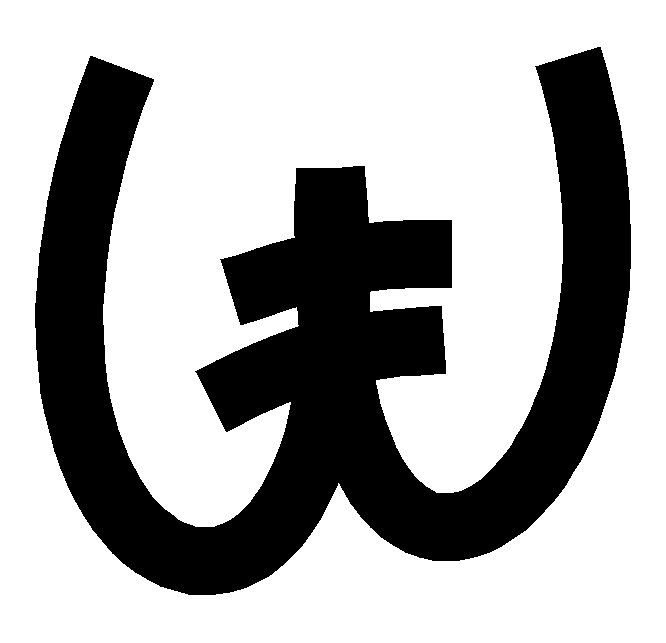
Waldviertler Regional

Von 2005 bis 2017 nahmen Heidenreichsteiner Betriebe an dem Barzahlungsprojekt Waldviertler Regional teil. Hierbei handelte es sich um eine regionale Waldviertler Komplementärwährung. Mehr als 50 ortsansässige Unternehmen waren Mitgliedsbetriebe des Vereins Waldviertler Regional und nahmen den Waldviertler Regional als Bezahlmittel an. Die zentrale Wechselstelle war die Volksbank Oberes Waldviertel in Heidenreichstein, darüber hinaus gab es weitere zahlreiche Ausgabestellen. Im März 2017 wurde das Projekt nach elf Jahren Laufzeit eingestellt.